# Historia de la astronomía

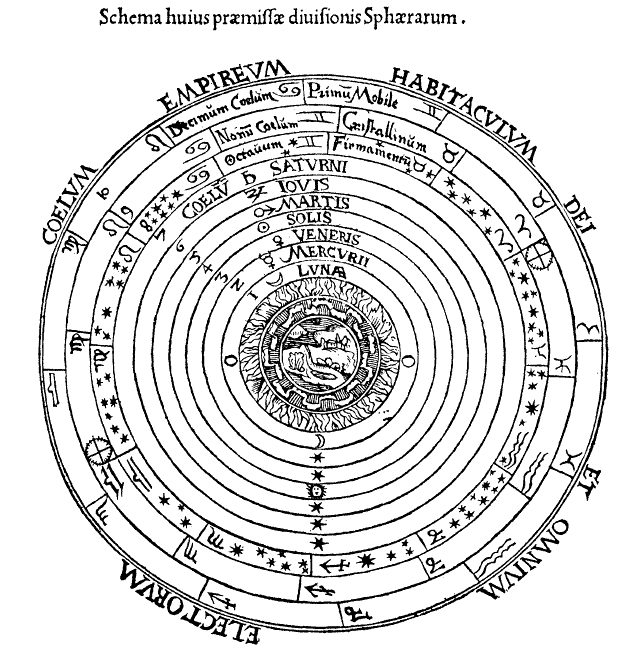
Ilustración de la teoría geocéntrica.

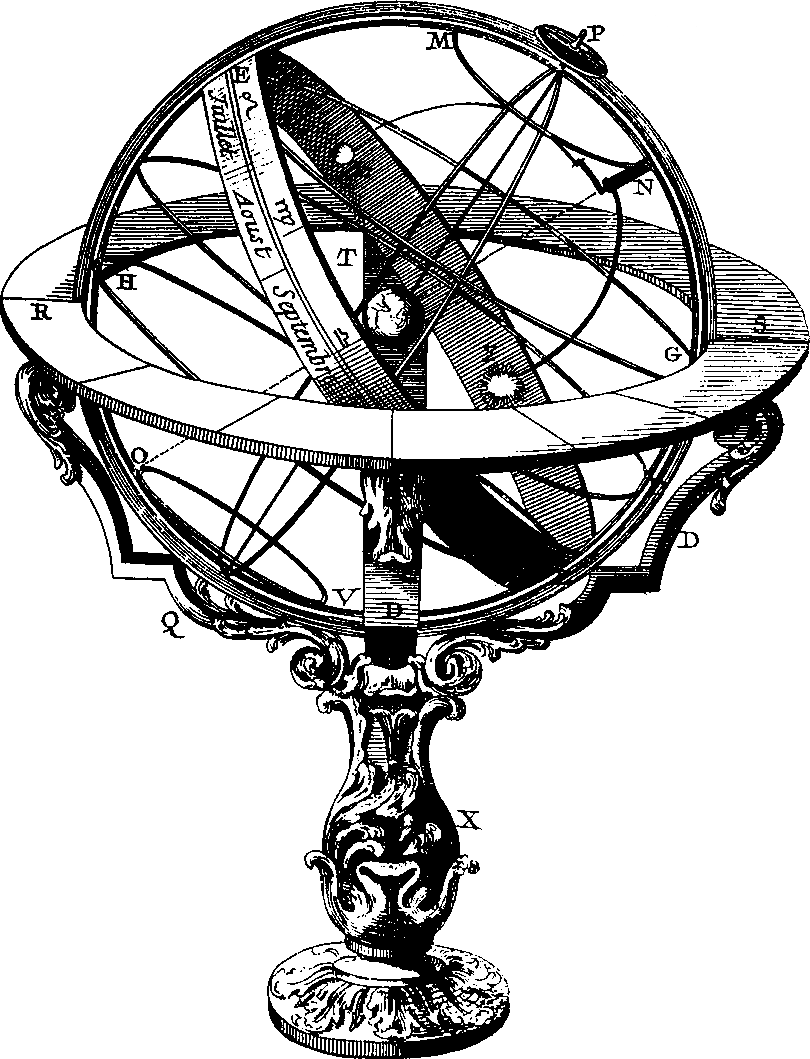
Esfera armilar.

La historia de la astronomía es el relato de las observaciones, descubrimientos y conocimientos adquiridos a lo largo de la historia en materia astronómica.
La astronomía surge desde que la humanidad dejó de ser nómada y se empezó a convertir en sedentaria; Después de formar civilizaciones o comunidades empezó su interés por los astros. Desde tiempos inmemorables se ha visto interesado en los mismos. Estos han enseñado ciclos constantes e inmutabilidad durante el corto periodo de la vida del ser humano, lo que fue una herramienta útil para determinar los periodos de abundancia para la caza y la recolección o de aquellos como el invierno en que se requería de una preparación para sobrevivir a los cambios climáticos adversos. La práctica de estas observaciones es tan cierta y universal que se han encontrado a lo largo y ancho del planeta en todas aquellas partes en donde han habitado los seres humanos. Se deduce entonces que la astronomía es probablemente uno de los oficios más antiguos, manifestándose en todas las culturas humanas.
En casi todas las religiones antiguas existía una cosmogonía que intentaba explicar el origen del universo, ligando este a elementos mitológicos. La historia de la astronomía es tan antigua como la historia del ser humano. Antiguamente se ocupaba, únicamente, de la observación y predicciones de los movimientos de los objetos visibles a simple vista, quedando separada durante mucho tiempo de la Física.
Parece ser que las pirámides de Egipto fueron construidas sobre patrones astronómicos muy precisos.
En 1999 se descubrió en Sajonia-Anhalt (Alemania) el famoso disco celeste de Nebra (del 1600 a. C.), que es la representación más antigua conocida de la bóveda celeste. Quizá fueron los astrónomos chinos quienes dividieron, por primera vez, el cielo en constelaciones.
Los antiguos griegos hicieron importantes contribuciones a la astronomía, entre ellas, la definición de magnitud.
En Europa, las doce constelaciones que marcan el movimiento anual del Sol fueron denominadas constelaciones zodiacales.
La astronomía precolombina (posterior al siglo XII) poseía calendarios muy exactos.
La inmutabilidad del cielo está alterada por cambios reales que el hombre en sus observaciones y conocimiento primitivo no podía explicar, y de allí nació la idea de que en el firmamento habitaban poderosos seres que influían en los destinos de las comunidades y que poseían comportamientos humanos, y que por tanto requerían de adoración para recibir sus favores o al menos evitar o mitigar sus castigos. Este componente religioso estuvo estrechamente relacionado al estudio de los astros durante siglos, hasta que los avances científicos y tecnológicos fueron aclarando muchos de los fenómenos que en un principio no eran comprendidos. Esta separación no ocurrió pacíficamente y muchos de los antiguos astrónomos fueron perseguidos y juzgados al proponer una nueva organización del universo. Actualmente estos factores religiosos sobreviven en la vida moderna como supersticiones.
A pesar de la creencia común, los griegos sabían de la esfericidad de la Tierra. No pasó desapercibido para ellos el hecho de que la sombra de la Tierra proyectada en la Luna era redonda, ni que no se ven las mismas constelaciones en el norte del mar Mediterráneo que en el sur. En el modelo aristotélico lo celestial pertenecía a la perfección («cuerpos celestes perfectamente esféricos moviéndose en órbitas circulares perfectas») mientras que lo terrestre era imperfecto; estos dos reinos se consideraban como opuestos. Aristóteles defendía la teoría geocéntrica para desarrollar sus postulados. Fue probablemente Eratóstenes quien diseñara la esfera armilar, que es un astrolabio, para mostrar el movimiento aparente de las estrellas alrededor de la tierra.
La astronomía observacional estuvo casi totalmente estancada en Europa durante la Edad Media, a excepción de algunas aportaciones como la de Alfonso X el Sabio con sus tablas alfonsíes, o los tratados de Alcabitius, pero floreció en el mundo con el Imperio persa y la cultura árabe. Al final del siglo X, un gran observatorio fue construido cerca de Teherán (Irán), por el astrónomo persa Al-Khujandi, quien observó una serie de pasos meridianos del Sol, lo que le permitió calcular la oblicuidad de la eclíptica. También en Persia, Omar Khayyam elaboró una reforma al calendario que lo hacía más preciso que el calendario juliano, acercándose al calendario gregoriano. A finales del siglo IX, el astrónomo persa Al-Farghani escribió ampliamente acerca del movimiento de los cuerpos celestes. Su trabajo fue traducido al latín en el siglo XII. Abraham Zacuto fue el responsable en el siglo XV de adaptar las teorías astronómicas conocidas hasta el momento para aplicarlas a la navegación de la marina portuguesa. Esta aplicación permitió a Portugal ser la puntera en el mundo de los descubrimientos de nuevas tierras fuera de Europa.

## Astronomía pretelescópica
En la historia de la astronomía, la astronomía pretelescópica se refiere a las observaciones, instrumentos, teorías y conceptos astronómicos desarrollados en las distintas civilizaciones durante el período histórico que precede a la aparición y uso del telescopio refractor. Los telescopios refractores cohabitaron con las últimas observaciones pretelescópicas. Fueron rápidamente utilizados a gran escala por los observadores, como Galileo Galilei en 1609 con su perspicillum apuntando hacia el cielo.

### La observación del cielo en la prehistoria

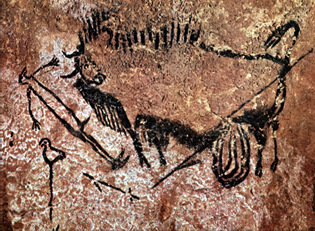
Una escena descubierta en el pozo de la cueva de Lascaux, de aproximadamente 17000 años.

Por definición, no existe información directa o escrita sobre las observaciones del cielo durante el Paleolítico y solo algunos indicios aislados permiten sospechar de ellos. Según autores raros, como la paleoastrónoma francesa Chantal Jègues-Wolkiewiez (años 1950), determinados objetos dan testimonio de la observación de las estrellas, del Sol o de la Luna dibujando una cartografía de las posiciones de los objetos celestes.
Otra fuente de información es la tradición narrativa y el léxico de lenguas antiguas o vivas. Así, la designación indoeuropea de los «osos» polares o del «alce» para la estrella polar, y de varios otros asterismos y constelaciones, testimonia una cultura muy antigua, al igual que el nombre más reciente de Septentrión (‘siete bueyes’ [bajo el yugo]) que equivaldría a una cultura agrícola. Las correspondencias de nociones míticas comunes entre zonas distantes (Europa y América del Norte, en particular) no parecen fortuitas, lo que implicaría una herencia de al menos 15 000 años de antigüedad.
Según el arqueólogo estadounidense Alexander Marshack (1918-2004), las indentaciones grabadas en un hueso de águila desenterrado en el abrigo Blanchard y que datan de hace unos 32 000 años corresponderían a anotaciones lunares: su número y posición podrían estar relacionados con lunaciones.
Según Chantal Jègues-Wolkiewiez, la ornamentación específica de las grutas del sur de Francia, cuando corresponde por ejemplo a los solsticios, sería otro elemento significativo. Esta autora incluso considera que las pinturas de estas cuevas podrían ser cartas estelares. Para ella, el escenario del Pozo de la cueva de Lascaux (de unos 17 000 años de antigüedad) supondría conocimientos astronómicos: sugiere reconocer allí una representación de las Pléyades y del zodíaco.

La visualización de la luz solar en la puerta de entrada a la cueva durante aproximadamente 50 minutos durante la puesta del sol en el momento del solsticio de verano, confirma esta iluminación completa de la rotonda durante este período solsticial en el momento de la creación de la obra. Iluminación que permite incluso trabajar a plena luz, durante casi una hora, durante unos días al año, a principios de verano. Pero también la luz de la luna llena por la mañana durante el solsticio de invierno.
La visualisation de la lumière solaire sur la porte d'entrée de la grotte pendant 50 minutes environ lors du coucher solaire au moment du solstice d'été, confirme cet éclairement complet de la rotonde pendant cette période solsticiale au temps de la création de l'œuvre. Éclairement permettant même un travail en pleine lumière, presque durant une heure pendant quelques jours par an au début de l'été. Mais aussi lumière de la pleine lune le matin lors du solstice d'hiver.
Chantal Jègues-Wolkiewiez

El significado profundo de estos mapas se desconoce; podría ser religioso o de calendario, marcando los períodos importantes de migración de animales, de caza, etc. Esta hipótesis, inicialmente cuestionada en nombre de diversos prejuicios, científicos o no,
resulta estimulante una vez que se tiene en cuenta la interdisciplinariedad. La falta de evidencia arqueológica explícita no significa en modo alguno que la observación del cielo no desempeñara ningún papel entre los humanos prehistóricos: esto está bien atestiguado en las culturas contemporáneas de cazadores-recolectores, como los aborígenes australianos.
Del Neolítico los yacimientos encontrados se multiplican aunque su interpretación sigue siendo delicada. La implantación de calendarios, que atestiguan un conocimiento cierto de la evolución del cielo, fue de vital importancia para estas civilizaciones agrarias. La capacidad de anticipar eventos estacionales o anuales hizo posible la planificación. Por tanto, se dio una interpretación religiosa a las posibles causas de los fenómenos celestes.
El surgimiento de las prácticas agrarias fue quizás acompañado por la práctica de diversos cultos uranos (que se relacionan con el cielo, espacio dedicado a lo sagrado) y, con ellos, de la astronomía y de la astrología (así como en otros lugares, la astrología caldea y la china).

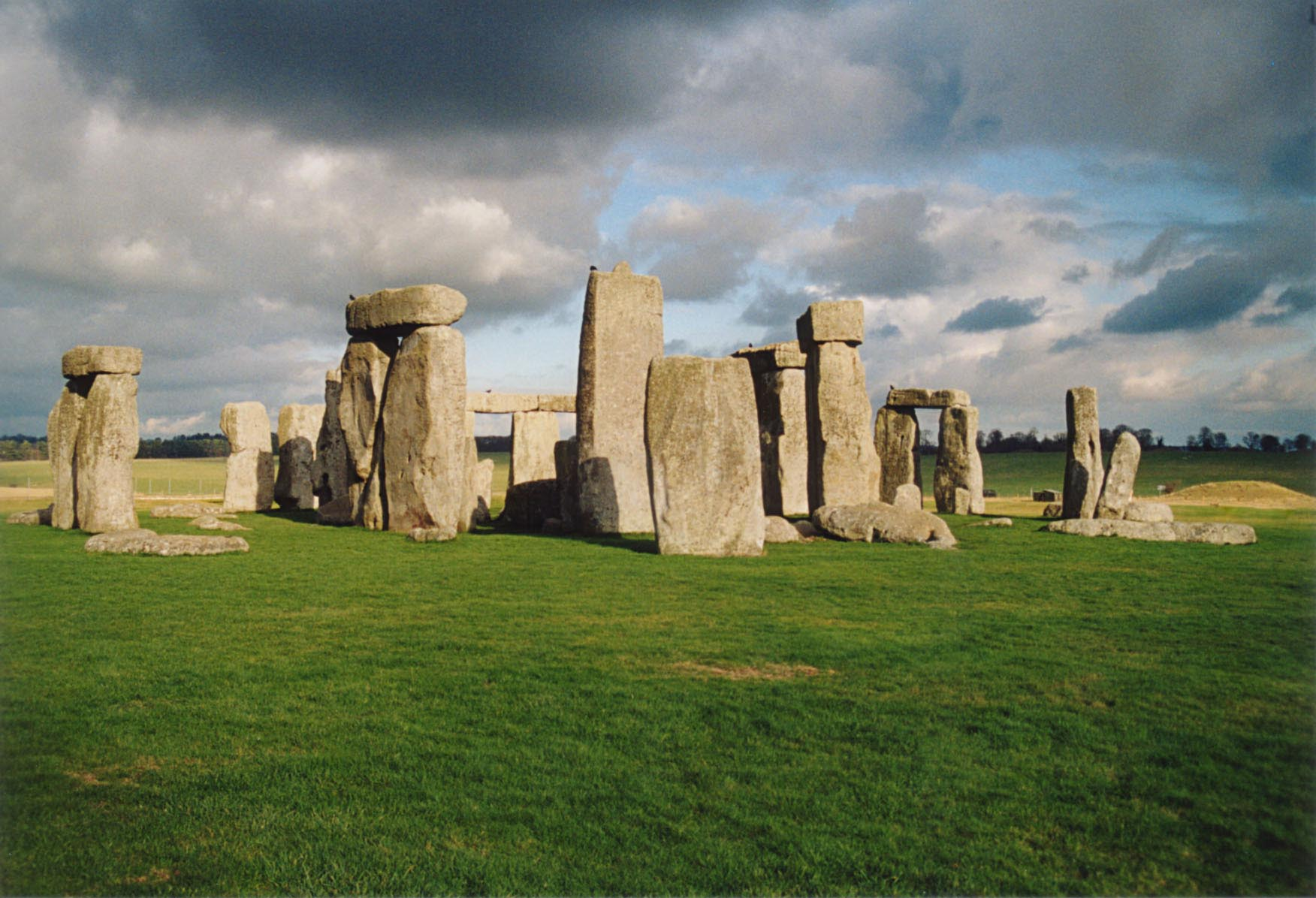
Stonehenge, 2800 a. C.: se supone que esta construcción megalítica se realizó sobre conocimientos astronómicos muy precisos. Un menhir que supera los 6 m de altura indica, a quien mira desde el centro, la dirección exacta de la salida del Sol en el solsticio de verano. Algunos investigadores opinan que ciertas cavidades pudieron haber servido para colocar postes de madera capaces de indicar puntos de referencia en el recorrido de la Luna.

Innumerables sepulturas de esta época están orientadas hacia una dirección particular del cielo. Entre los descubrimientos arqueológicos asociados a la práctica del calendario, cabe mencionar los conos rituales de oro desenterrados en Francia y el sur de Alemania, interpretados como los tocados de los sacerdotes de un culto solar, y el disco de Nebra[cita requerida]. El círculo de Goseck, trazado hace casi 7000 años, es el observatorio solar más antiguo conocido.[cita requerida]
Los vestigios que han aparecido del Neolítico, como los grandes círculos megalíticos de los que los más conocidos son Nabta Playa, de 6000 a 6500 años de antigüedad, o Stonehenge (Wiltshire, Inglaterra), erigido entre 5000 y 3500 años antes del presente, difícilmente pueden calificarse como observatorios. Su función era sobre todo religiosa, y la observación, si hubo alguna observación, se limitaba a la identificación ritual de las alineaciones solares, tal vez lunares o planetarias (Venus), en el momento de la salida y puesta de esos cuerpos en determinados períodos de tiempo del año. Además, los grupos culturales que los erigieron no cumplen las condiciones antes expuestas: se caracterizan en particular por la ausencia de escritos y de documentos que permitan deducir con certeza que la función de los monumentos megalíticos comportaba efectivamente un componente astronómico, o que incluso la astronomía jugase un papel importante dentro de tales grupos. Aunque Camille Flammarion, por ejemplo, y muchos otros antes y después de él, hablarán en relación con losde círculos megalíticos de «monumentos con finalidad astronómica» y «observatorios de piedra». Pero los estudios arqueoastronómicos llevados a cabo durante los últimos treinta años han matizado fuertemente tal afirmación.
Desde los años 1970, la arqueoastronomía, que se dedica al estudio de este tipo de construcciones y de su significado astronómico, se ha convertido en una disciplina independiente.
Entre los lugares arqueológicos que han sido considerados por algunos como lugares para la observación astronómica, se encuentran:
- Abu Simbel en Egipto
- Stonehenge en Gran Bretaña
- Angkor Wat en Camboya
- Kokino en Macedonia del Norte
- Goseck en Alemania
- Chichén Itzá en México
- Medicine Wheel/Medicine Mountain National Historic Landmark en Wyoming, Estados Unidos
- Cañón del Chaco en Estados Unidos
- Externsteine en Sajonia, Alemania
- Nabta Playa en Alto Egipto

### Europa prehistórica

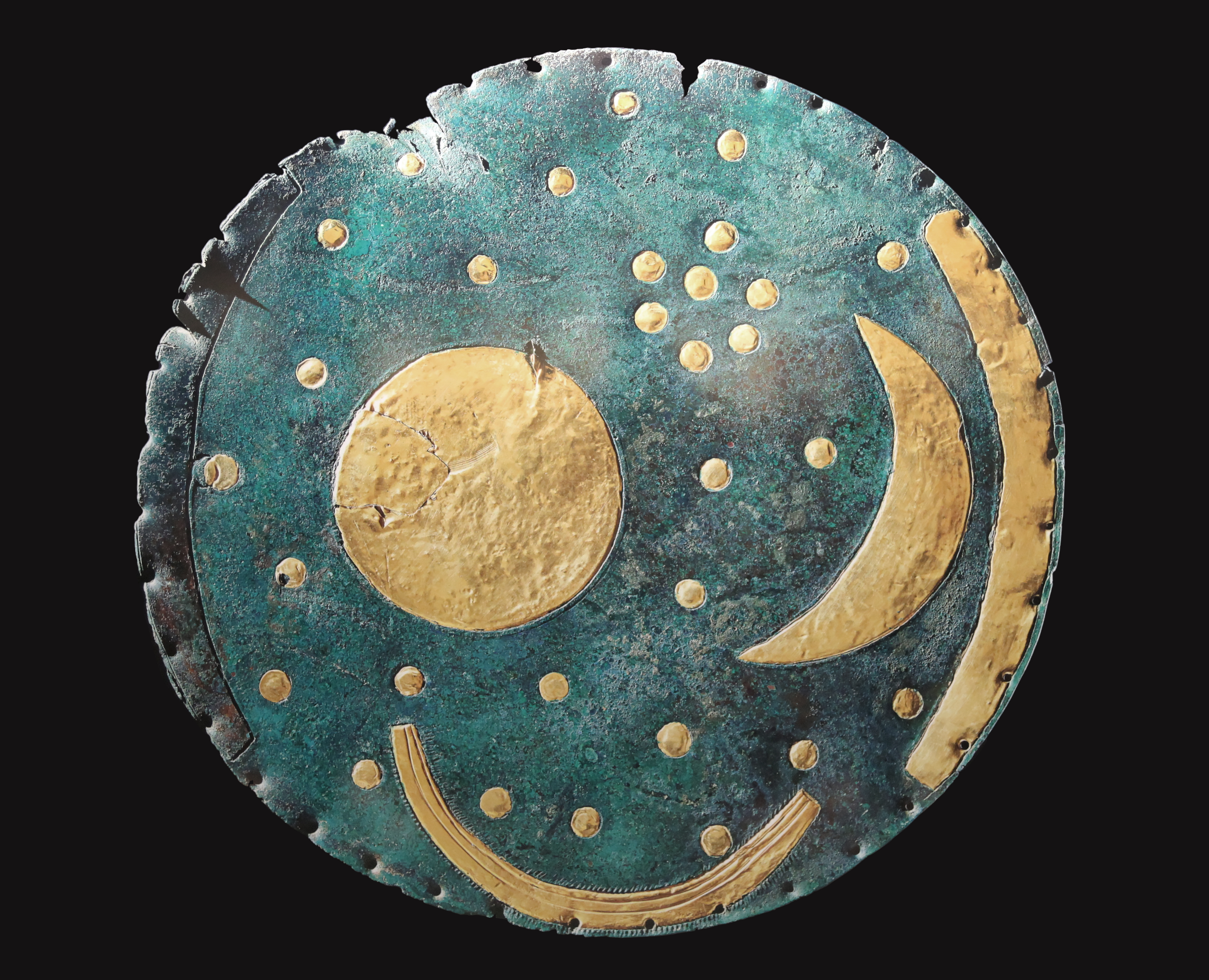
El disco celeste de Nebra, Alemania, 1800-1600 a. C.

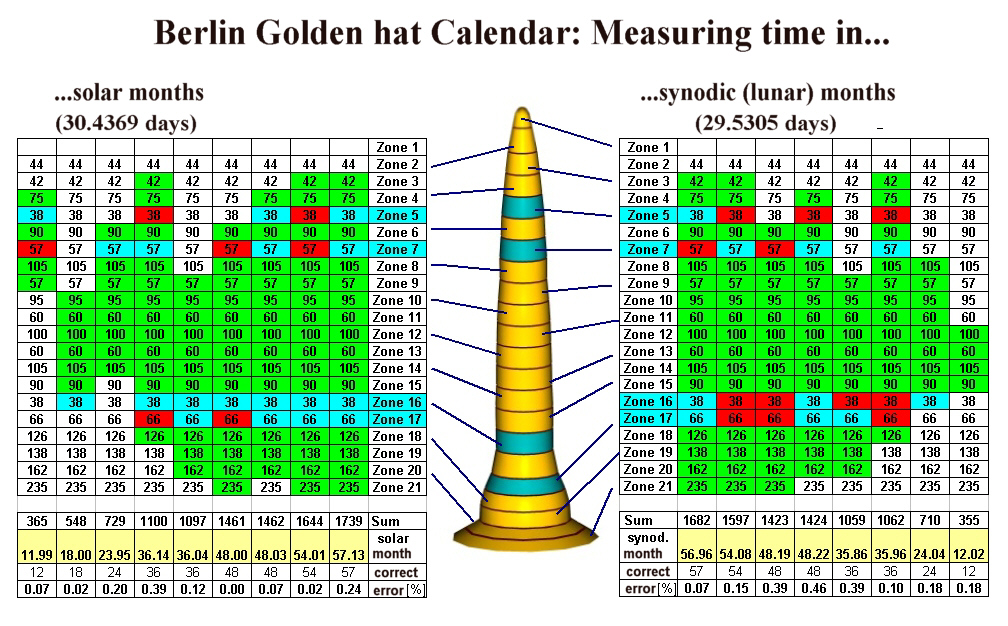
Funciones calendáricas del sombrero dorado de Berlin c. 1000 a. C.

Desde 1990, la comprensión de los europeos prehistóricos ha cambiado radicalmente gracias a los descubrimientos de antiguos artefactos astronómicos en toda Europa. Esos artefactos demuestran que los europeos del Neolítico y de la Edad del Bronce tenían ya un conocimiento sofisticado de matemáticas y astronomía. Entre esos descubrimientos se encuentran:
- El arqueólogo paleolítico Alexander Marshack propuso una teoría en 1972 de que los huesos de yacimientos en África y Europa posiblemente de hace 35000 a. C. podrían haberse marcado de manera que rastrearan las fases de la Luna,[3][página requerida] una interpretación que ha sido criticada.[4]

- El calendario de Warren Field en el valle del río Dee en Aberdeenshire, Escocia. Excavado por primera vez en 2004, hasta 2013 no se reveló como un hallazgo de gran importancia, siendo hasta la fecha el calendario más antiguo conocido, creado alrededor del 8000 a. C. y anterior a todos los demás calendarios en unos 5000 años. El calendario toma la forma de un monumento mesolítico temprano que contiene una serie de 12 hoyos que parecen habrían ayudado al observador a seguir los meses lunares imitando las fases de la Luna. También se alinea con la salida del sol en el solsticio de invierno, coordinando así el año solar con los ciclos lunares. El monumento habría sido mantenido y remodelado periódicamente, quizás hasta cientos de veces, en respuesta a los cambios de los ciclos solares/lunares, a lo largo de 6000 años, hasta que el calendario dejó de utilizarse hace unos 4000 años.[5][6][7][8]

- El círculo de Goseck está situado en Alemania y pertenece a la cultura de la cerámica de bandas. Descubierto por primera vez en 1991, su importancia solo quedó clara después de que los resultados de las excavaciones arqueológicas estuvieron disponibles en 2004. El sitio es uno de los cientos de recintos circulares similares construidos en una región que abarca Austria, Alemania y la República Checa durante un período de 200 años que comenzó poco después del 5000 a. C..[9]

- El disco celeste de Nebra es un disco de bronce de la Edad del Bronce que fue enterrado en Alemania, no lejos del círculo de Goseck, alrededor del 1600 a. C.. Mide unos 30 cm de diámetro con una masa de 2,2 kg y muestra una pátina azul verdosa (de oxidación) con incrustaciones de símbolos dorados. Encontrado por ladrones arqueológicos en 1999 y recuperado en Suiza en 2002, pronto fue reconocido como un descubrimiento espectacular, entre los más importantes del siglo XX.[10][11]

Las investigaciones revelaron que el objeto había estado en uso alrededor 400 años antes del entierro (2000 a. C.), pero que en el momento del entierro su uso ya había sido olvidado. Las incrustaciones de oro representaban la luna llena, una luna creciente de unos 4 o 5 días de edad y el cúmulo de estrellas de las Pléyades en una disposición específica que formaba la representación más antigua conocida de fenómenos celestes. Doce meses lunares pasan en 354 días, lo que requiere que un calendario inserte un mes bisiesto cada dos o tres años para mantenerse sincronizado con las estaciones del año solar (lo que lo convierte en calendario lunisolar). Las primeras descripciones conocidas de esta coordinación fueron registradas por los babilonios en los siglos VI o siglo VII a. C., más de mil años después. Esas descripciones verificaron el conocimiento antiguo de la representación celestial del disco celeste de Nebra como la disposición precisa necesaria para juzgar cuándo insertar el mes intercalario en un calendario lunisolar, convirtiéndolo en un reloj astronómico para regular dicho calendario mil o más años antes que cualquier otro método conocido.
- El sitio de Kokino, descubierto en 2001, se encuentra sobre un cono volcánico extinto a una altitud de 1013 metros (3323,5 pies), ocupando alrededor de 0,5 hectáreas con vistas al campo circundante en Macedonia del Norte. Un observatorio astronómico de la Edad de Bronce se construyó allí alrededor de 1900 a. C. y sirvió continuamente a la comunidad cercana que vivió allí hasta aproximadamente 700 a. C.. El espacio central se utilizaba para observar la salida del Sol y la luna llena. Tres marcas ubican la salida del sol en los solsticios de verano e invierno y en los dos equinoccios. Cuatro más dan las declinaciones mínimas y máximas de la luna llena, en verano y en invierno. Dos miden la duración de los meses lunares. Juntos, concilian los ciclos solar y lunar al marcar las 235 lunaciones que ocurren durante 19 años solares, regulando un calendario lunar. Sobre una plataforma separada del espacio central, en una elevación más baja, se hicieron cuatro asientos de piedra (tronos) alineados de norte a sur, junto con un marcador de trinchera cortado en el muro oriental. Este marcador permite que la luz del Sol naciente caiga solo sobre el segundo trono, en pleno verano (alrededor del 31 de julio). Se utilizaba para una ceremonia ritual que vinculaba al gobernante con el dios solar local y también marcaba el final de la temporada de crecimiento y el momento de la cosecha.[13]
- Los sombreros dorados de Alemania, Francia y Suiza que datan del 1400 al 800 a. C. están asociados con la cultura de los campos de urnas de la Edad del Bronce. Los sombreros dorados están decorados con un Motivo en espiral del Sol y la Luna. Probablemente eran una especie de calendario utilizado para calibrar entre el calendario lunar y el solar.[14][15]

Modernos estudiosos han demostrado que la ornamentación de los conos de pan de oro del tipo Schifferstadt, al que el ejemplo del sombrero dorado de Berlín pertenece, representan secuencias sistemáticas en términos de número y tipos de adornos por banda. Un estudio detallado del ejemplo de Berlín, que es el único completamente conservado, mostró que los símbolos probablemente representan un calendario lunisolar. El objeto habría permitido la determinación de fechas o períodos tanto en el lunar como en el calendario solar.

## La astronomía en las civilizaciones antiguas

### Babilonia
La astronomía babilónica designa las teorías y métodos astronómicos desarrollados en la antigua Mesopotamia, región situada entre los ríos Tigris y Éufrates (en el actual Irak) y donde se desarrollaron algunas de las civilizaciones precursoras de la astronomía occidental. Entre estas civilizaciones se destacan los sumerios, los acadios, los babilonios y los caldeos. La astronomía babilónica cimentó las bases de la astronomía de civilizaciones posteriores como la griega, la hindú, la de los sasánidas, la del imperio bizantino y la de los sirios así como la astronomía medieval musulmana y europea.
Entre el siglo VIII y VII a. C.,  los caldeos desarrollaron un acercamiento empírico a la astronomía, elaborando una cosmología que detalla una versión ideal del universo. También desarrollan la astrología, ligada a la posición de los planetas, se basa sobre un razonamiento lógico, contribución decisiva a la astronomía y a la filosofía de la ciencia. Para algunos pensadores e investigadores esta podría ser la primera revolución científica.

### Antiguo Egipto
Para los egipcios de la Antigüedad,el aspecto del cielo siempre revistió una significación mitológica y religiosa; sin embargo, las observaciones astronómicas no tenían una finalidad astrológica tan pronunciada en la civilización egipcia como en Mesopotamia.
La noche comenzaba con el crepúsculo y terminaba con el amanecer. Las doce estrellas que servían para la división de la noche en horas estaban asociadas a los « doce guardianes del cielo » encargados de acompañar a los faraones difuntos en su viaje nocturno con Ra, la divinidad solar. Contrariamente a su importancia en los decanos del zodiaco, las constelaciones no desempeñaban prácticamente ningún rol aquí. La representación más antigua del cielo estrellado ha sido encontrada pintada sobre la tabla inferior de un sarcófago de Asiut que data del Primer periodo intermedio de Egipto.
Los principios astronómicos fueron puestos a la disposición de los edificios sagrados, especialmente en las pirámides; pero no se han podido rescatar los métodos utilizados y existen diversas opiniones al respecto. Algunos documentos permiten profundizar sobre la Ciencia del Antiguo Egipto, más particularmente en lo que respecta a la medicina y las matemáticas. La astronomía egipcia se ha podido beneficiar de una mayor atención en vista de los numerosos monumentos que testimonian ritos funerarios asociados a la posición de las estrellas. Por tanto, esta profusión de documentos astrológicos, aunque devela ciertos aspectos complejos de la astronomía egipcia, no permite hacer conclusiones en toda su extensión, dado su rol estrictamente religioso, y existen lagunas sobre estos conocimientos.

### China
La astronomía china es considerada más antigua que la desarrollada en la antigua Europa y el Oriente Próximo, aunque es poco lo que se conoce sobre ella, y ha evolucionado de manera independiente. Los expertos consideran que los chinos eran los observadores de fenómenos celestes más perseverantes y precisos de todo el mundo, incluso antes de los estudios astronómicos de los árabes medievales.
Los chinos consideraban que la estructura del universo era como una fruta que colgaba de lo que se conoce en occidente como la estrella polar y describieron 284 constelaciones distribuidas en 28 «casas», templos o cuadrículas que ocupaban todo el firmamento. En el 2357 a. C. habían desarrollado uno de los primeros calendarios solares de los que se tiene noticia. Del 2137 a. C. data el primer registro de un eclipse solar. Desde el 1766 a. C. utilizaban un calendario lunar con un ciclo de 19 años, coincidente con el de Metón de Atenas del 432 a. C. En el IV a. C. constataron la existencia de manchas solares, su descubridor Shi Shen catalogó en el 350 a. C. 800 estrellas en el primer catálogo de estrellas, titulado el Gan Shi Xing Jing. En el 100 a. C. descubrieron la brújula, comparando su direccionamiento, aún incierto, con las posiciones solares y estelares.
Inicialmente concebían una tierra y un cielo planos, separados por 40.000 km. Creían que el Sol, al que calculaban un diámetro de unos 625 km, giraba en el cielo excéntrico respecto de la vertical de China, de modo que, cuando se acercaba se hacía de día y, cuando se alejaba, de noche. Esto no explicaba el tránsito solar por el horizonte, de forma que tuvieron que curvar tal concepción en dos semiesferas concéntricas, calculando el radio de la terrestre en 30.000 km. No se conoce la forma de deducir tales dimensiones. Tal vez la de la Tierra fuese consecuencia del cálculo de la curvatura de cada grado de su circunferencia.
Aunque los chinos fueron de los primeros astrónomos en documentar la actividad estelar, algunos de los observatorios astronómicos terrestres más antiguos que han existido, o existen aún en día, se encuentran en Corea, Egipto, Camboya, Inglaterra o Alemania. Sin embargo, China tiene un número importante de observatorios pretelescópicos, como el antiguo observatorio de Pekín, construido en el siglo XIII y equipado con una gran colección de instrumentos revolucionarios, tales como una esfera armilar, un cuadrante, un sextante y un teodolito.
A partir del siglo II se llega a una concepción totalmente esférica, a partir de la cual inventan la esfera armilar, formada por reglas anulares de cálculo y medición, que representan el recorrido celestial aparente de los distintos astros, vistos desde la Tierra. Este instrumento fue también asumido por los científicos europeos dos siglos después de manera independiente. Aún se desarrolló más la visión cósmica de los chinos, que llegaban a explicar que el universo era una especie de huevo descomunal (es decir, una forma cóncava, lo que la asemeja a la concepción sumeria del universo, heredada por los asirio-babilonios y asumida por el judaísmo, aunque los chinos no creían que flotase «entre dos aguas», sumergido en ellas) cuya yema era la Tierra, aunque ellos la situaban en el centro, sola y pequeña, y no en un foco de la elíptica u ovoide. Estos descubrimientos, que podemos considerar confucianos, se trastocaron a partir de la visión taoísta, según la cual, consecuencia de la contradicción entre el movimiento y la inmovilidad, el yin y el yang, y «Lo Absoluto» (o «Lo Infinito», con un sentido cósmico generatriz; en chino Tai-chi) el universo estaba formado por fuego, tierra, metal, agua y madera, mutuamente generadores y mutuamente aniquiladores, y que, por todo ello, era amorfo, infinito y superficial, es decir, vacío en su interior. Obsérvese que ambas concepciones concuerdan, parcialmente, con las actuales, aunque fueron incapaces de conseguir una imbricación integradora de ellas, unificándolas.

### India
La astronomía india se refiere a la astronomía practicada en el subcontinente indio. Tiene una larga historia que se extiende desde la prehistoria hasta la época moderna. Algunas de las primeras raíces de la astronomía india pueden fecharse en el período de la civilización del valle del Indo.
La astronomía se desarrolló como una de las seis vedangas, o ‘disciplinas védicas’ asociadas con el estudio del texto épico-mitológico Rig-veda, que data del 1500 a. C.
El texto de astronomía india más antiguo conocido es el Vedanga-yiotish, del 700 al 600 a. C.).
La astronomía india fue influenciada por la astronomía griega a partir del siglo IV a. C.,
por ejemplo, por el Iávana-yataka (‘el nacimiento [carta astral] de los jonios [griegos]’)
y el Romaka-siddhanta (‘la doctrina romana’), una traducción sánscrita de un texto helénico, posiblemente del siglo I a. C.
La astronomía india floreció en los siglos V y VI con Aria-bhata (476-550), cuya obra, el Aria-bhatía (510) representó la cúspide del conocimiento astronómico de la época. El Aria-bhatía se compone de cuatro secciones que cubren temas como unidades de tiempo, métodos para determinar las posiciones de los planetas, la causa del día y la noche y varios otros conceptos cosmológicos.
Posteriormente, la astronomía india influyó significativamente en la astronomía musulmana, la china, la europea y otras.
Otros astrónomos de la era clásica que profundizaron en el trabajo de Aryabhata incluyen a 
Varaja Mijira (505-587),
Brahmagupta (590-670) y
Lalla (720-790).

### Mayas
La astronomía maya es el estudio de la Luna, los planetas, la Vía Láctea, el Sol y los fenómenos astronómicos por parte de la Civilización Maya Precolombina de Mesoamérica. La observación de los astros era de vital importancia para el desarrollo de la vida material y espiritual compartida por las demás sociedades de Mesoamérica, aunque posee ciertas características que la hacen única. Una de ellas, la más representativa, es el empleo del calendario de Cuenta Larga, por el que los mayas del período clásico pudieron hacer estimaciones de más largo plazo. En este Período Clásico, los Mayas desarrollaron una de las astronomías pre-telescopio más precisas del mundo.
Los mayas hicieron cálculos exactos de los periodos sinódicos de Mercurio, Venus, Marte, Júpiter y Saturno. Calcularon con exactitud, los períodos de la Luna , el Sol y de estrellas como las Pléyades, a las que llamaban Tzab-ek (estrella cascabel) y marcaba los inicios de festividades rituales. El Tzol'kin de 260 días es uno de los calendarios más enigmáticos en cuanto su origen, algunos postulan que se basa en una aproximación a la gestación humana. y otros autores lo relacionan con ciclos de astros visibles desde la tierra. También hay una hipótesis formulada por el geógrafo Vincent Malmstrom en la que su origen estuvo determinado por los ciclos del Sol por el cenit de la región sur del Estado Mexicano de Chiapas (Izapa) y de la nación de Guatemala a unos 15.º norte, en donde los mismos días que ocurren (29 de abril el primero y 13 de agosto el segundo) tienen un intervalo de 260 días entre uno y otro.
La Vía Láctea era parte central de su Cosmología y la llamaban, aparentemente, Wakah Chan, y la relacionaban con Xibalbá, incluso los Kiche' de Guatemala aún la llaman Xibalbá be o camino a el inframundo. Tenían un Zodiaco, basado en la Eclíptica, que es el paso del Sol a través de las constelaciones fijas. Este se encuentra en la Estela 10 de Tikal y la 1 de Xultún, ambos yacimientos la zona de Petén, en Guatemala y también en el Códice Grolier
Los conocimientos astronómicos mayas eran propios de la clase sacerdotal pero el pueblo todo los respetaba y conducía su vida de acuerdo a sus predicciones. Mucho del mismo conocimiento perduró aún después de la conquista, practicándose en la clandestinidad y posteriormente, mezclándose con los rituales de la vida diaria del pueblo maya, muchos de las cuales siguen vigentes en la actualidad
Los sacerdotes conocían los movimientos de los cuerpos celestes y eran capaces de aproximarse a la predicción de los eclipses y el curso del planeta Venus visto desde la tierra. Esto les daba un especial poder sobre el pueblo que los consideraba así íntimamente ligados a las deidades.
Muchas de las deidades recibían distintos nombres y propiedades, por ejemplo a Venus la llamaban los mayas Ah-Chicum-Ek', la gran estrella de la mañana, y Xux ek, la estrella avispa. Estrella se dice en maya "ek" y es también el apellido de muchas personas de la región maya.
De los códices mayas conocidos el de Dresde es esencialmente un tratado de astronomía.

### Australia
La astronomía aborigen australiana es la parte de la cultura aborigen australiana relacionada con los hechos astronómicos, como el Sol y la Luna, las Estrellas, los planetas, y la Vía Láctea, y sus movimientos en el firmamento. Dado que la cultura aborigen australiana es la más antigua de las civilizaciones aún continuadas, se ha dicho que los aborígenes australianos bien podrían haber sido los primeros astrónomos de la historia.

## Astronomía medieval

### El saber astronómico de la Europa medieval

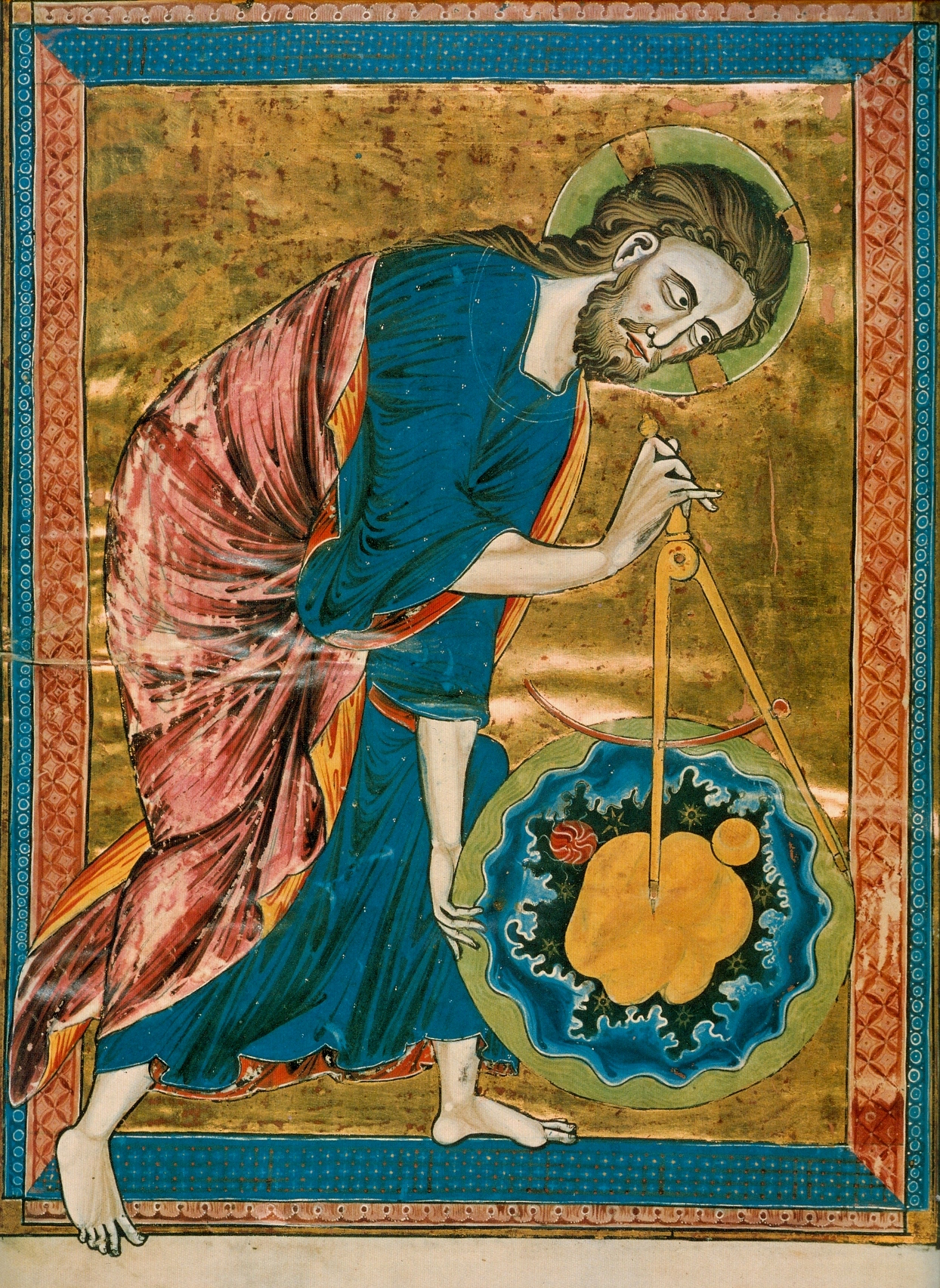
La mayoría de los eruditos medievales creían que Dios había creado el universo de acuerdo a principios geométricos y armónicos. La ciencia, en particular la geometría y la astronomía, estaba vinculada directamente a lo divino. Buscar estos principios, por tanto, sería buscar a Dios.

A pesar de la creencia popular de que la Edad Media fue una época oscura para el conocimiento, las investigaciones más recientes han revelado una imagen más compleja del estudio y la enseñanza en el período comprendido entre los siglos IV y XVI.
En particular, el conocimiento astronómico de la Antigüedad permaneció vivo entre los eruditos de habla helénica del Imperio bizantino y hasta el siglo XII, el Occidente latino había conservado muy pocos textos científicos.
Europa Occidental entró en la Edad Media con grandes dificultades que afectaron a la producción intelectual del continente. Los tratados astronómicos más avanzados de la antigüedad clásica se habían escrito en griego y, con el declive del conocimiento de ese idioma, solo se pudieron estudiar resúmenes simplificados y textos prácticos. Los textos más influyentes que transmitieron esta antigua tradición en latín fueron:
- Commentarii in Somnium Scipionis (Comentario al Sueño de Escipión), una obra de Macrobio (fin s. IV-430), en la que el viejo Escipión se aparece a su nieto (adoptivo) y le describe la vida del bien después de la muerte y la constitución del universo desde un punto de vista estoico y neoplatónico, lo que le permite disertar sobre la naturaleza del cosmos, transmitiendo gran parte de la filosofía clásica a la Baja Edad Media[39] y revelando el diámetro del Sol como el doble del diámetro de la Tierra.[40]
- Naturalis historia (77 d. C.) una completa enciclopedia de ciencias naturales de Plinio (23-79), cuyo primer tema tratado es la Astronomía, en el Libro II. Comienza con el universo conocido y critica rotundamente los intentos de cosmología como una locura, una debilidad tratar de encontrar la forma de Dios,[41] o suponer que tal ser se preocuparía por los asuntos humanos.[42] incluida la visión de que existen innumerables mundos además de la Tierra. Coincide con los cuatro elementos (aristotélicos), fuego, tierra, aire y agua,[43] y registra los siete «planetas», incluidos el Sol y la Luna.[44] La Tierra es una esfera suspendida en medio del espacio.[45] Menciona los eclipses, pero considera pretencioso el almanaque de Hiparco por parecer saber cómo funciona la Naturaleza.[46] Cita la estimación de Posidonio de que la Luna está a 370 000 km de distancia.[47] Describe los cometas, señalando que solo Aristóteles ha registrado haber visto más de uno a la vez.[48]
- Timaeus a Calcidio translatus commentarioque instructus (‘traducción y comentario del «Timeo» de Platón’), obra de Calcidio (s. IV), que además de la importancia de ser el único texto de Platón conocido en la Edad Media[Nota 1] en el comentario retoma la mayor parte del capítulo de Astronomía de la Exposición de conocimientos matemáticos útiles para leer a Platón de Teón de Esmirna.[49] Expone los conocimientos astronómicos del siglo I y, junto a los modelos de Eudoxo e Hiparco, el modelo atribuido a Heráclides Póntico, que hace circular a Afrodita alrededor del Sol.[50]

- Las nupcias de Mercurio con Filología o De Nuptiis, una enciclopedia de Marciano Capella (c. 360-c. 428), cuyo libro VIII, Astronomía se presenta como originaria de Egipto y rinde homenaje a las obras de Eratóstenes, Ptolomeo e Hiparco, inaccesibles a los contemporáneos de Capella que no hablaban griego. Un ejemplo del valor de referencia de estas obras, sin consulta directa, la constituye el dato de la circunferencia de la Tierra que siguiendo a Eratóstenes es de 252 000 estadios, cuyo método de obtención no describe. Este libro es considerado el tratado de astronomía más completo hasta el siglo XII, y será también el más popular durante todo el Medioevo. En efecto, el autor asume la postura antológica respecto a la astronomía de su época, y no duda en recopilar las teorías existentes a pesar de ser opuestas: el ejemplo más notorio es su presentación de la concepción geoheliocéntrica de Heráclides Póntico (según la cual Mercurio y Venus giran alrededor del Sol, mientras la Tierra permanece estacionaria), que se codea en la obra con el geocentrismo de Ptolomeo, describiendo ambas teorías sin que el autor tome partido.

En el siglo VI, el obispo Gregorio de Tours (538-594) señaló que había aprendido astronomía leyendo a cappella, y pasó a emplear dicho conocimiento para describir un método por el cual los monjes podían determinar el tiempo de oración por la noche mirando las estrellas.
A pesar de ello, muchos libros de la Alta Edad Media apoyaron la esfericidad de la Tierra.
En el siglo VII, el monje inglés Beda (c. 672-735) publicó un texto titulado De temporum ratione [Sobre el cálculo del tiempo] que proporcionaba a los eclesiásticos el conocimiento astronómico práctico necesario para calcular la fecha correcta de las festividades variables mediante un procedimiento llamado cómputus, con instrucciones para calcular la fecha de la Pascua a partir del día de plenilunio pascual, para determinar el movimiento del Sol y la Luna a través del zodíaco, así como otras cuentas relacionadas con el calendario. La obra tiene una introducción a la visión tradicional antigua y medieval del cosmos, además de una explicación de cómo la Tierra esférica influía en la longitud cambiante de la luz del día, de cómo el movimiento estacional del Sol y la Luna alteraba la apariencia cambiante del plenilunio en el crepúsculo de la noche.
También se registró el efecto de la Luna en las mareas. El autor argumentó que la sincronización de las mareas dos veces al día está relacionada con la Luna y que el ciclo mensual lunar de las mareas de primavera y verano también está vinculado con la posición del satélite natural.
Este texto siguió siendo un elemento importante de la educación del clero desde el siglo VII hasta mucho después del surgimiento de las universidades en el siglo XII.
La variedad de escritos romanos antiguos supervivientes sobre astronomía y las enseñanzas de Beda y sus seguidores comenzó a estudiarse seriamente durante el siglo VIII. Pero fue con las reformas políticas de Carlomagno, y especialmente las reformas educativas, cuando la astronomía recuperó su rango como disciplina docente en el conocido como renacimiento carolingio.
Carlomagno encomendó al monje anglosajón Alcuino de York la reforma de la enseñanza en el Imperio que se difundiría por una red de escuelas episcopales que habrían de crearse en cada una de las diócesis. Se estableció un currículo estandarizado a partir de las siete artes liberales ―el trivium, o enseñanza literaria (gramática, retórica y dialéctica) y el quadrivium, o enseñanza científica (aritmética, geometría, astronomía y música)―
para su uso en esas escuelas y Alcuino mismo se encargó de la recopilación y de la propia redacción de todo tipo de libros de texto, a veces tan rudimentarios como listas de palabras.
La astronomía se sumaría a las disciplinas tradicionales con la idea también de formar a los clérigos en el cálculo del computus
tradicionalmente confiada a los rabinos.
En el siglo IX, circulaban en Europa occidental técnicas para calcular la posición de los planetas y aunque los eruditos medievales ya reconocieron sus defectos, los textos que describen estas técnicas continuaron siendo copiados reflejando un interés en los movimientos de los planetas y en su significado astrológico.
Sin embargo, estas reformas carolingias no tuvieron el éxito esperado a largo plazo, por lo que el conocimiento astronómico siguió siendo rudimentario en la práctica. Si bien es cierto que siempre se respetó el canon tradicional de las artes liberales, donde la astronomía formaba parte integrante del quadrivium, en la práctica las escuelas monásticas de la Alta Edad Media generalmente solo enseñaban el trivium, que ignoraba las ciencias matemáticas.

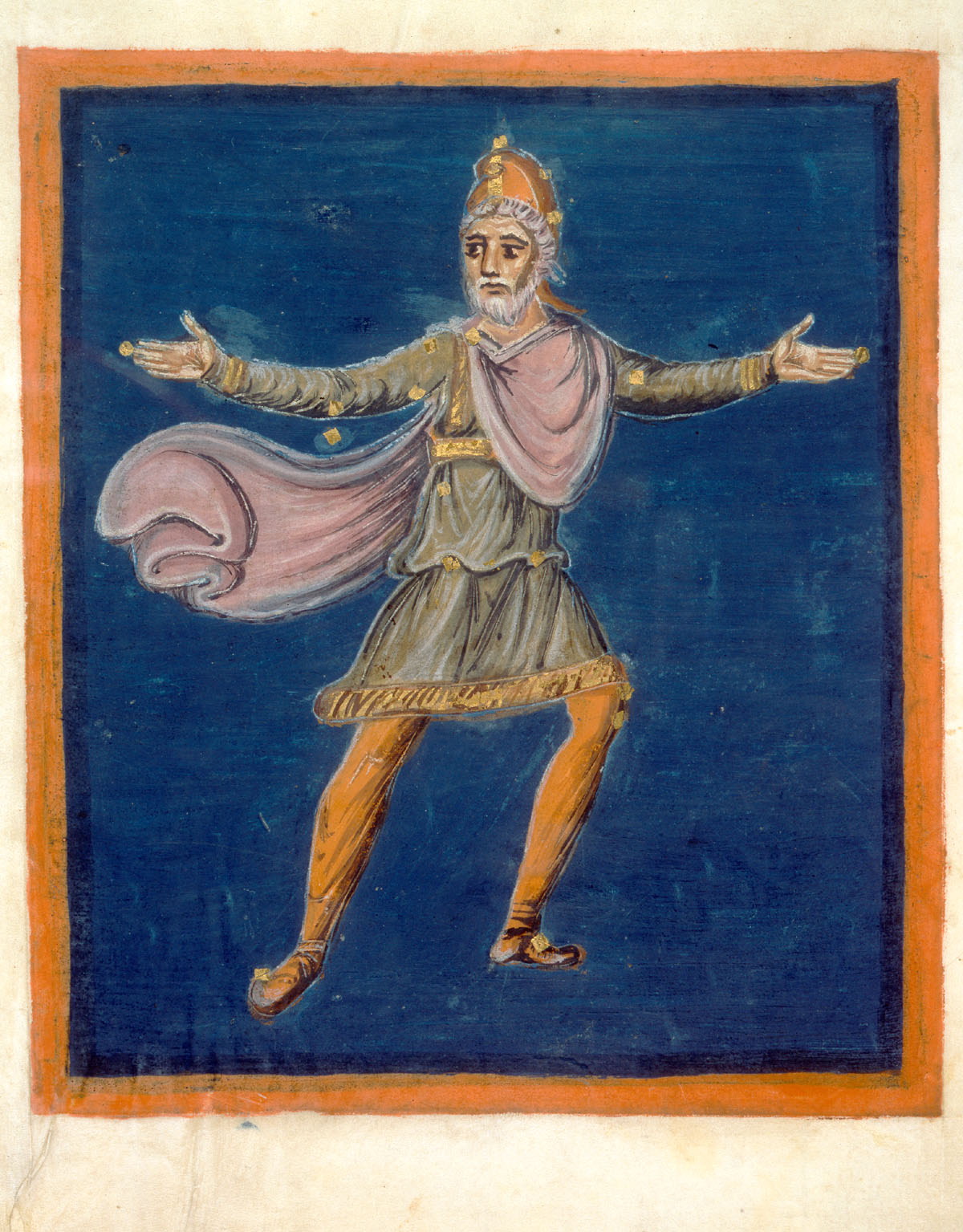
Personificación de Cefeo según el manuscrito de los Phénomènes de Aratea de Leiden (ca. 825)

En cualquier caso, fue durante la época carolingia cuando una copia de los Phænomena [Fenómenos], poemas didácticos de Arato de Soles, que reapareció en forma de manuscrito suntuosamente iluminado, Aratea de Leiden, probablemente una donación de Luis el Piadoso. Estos poemas deben haber sido traídos de Lotaringia por un tal Astronomus al que solo se conoce por el título de sus obras. Los textos de astronomía más difundidos hasta finales de la Edad Media fueron, además de los Phænomena de Aratos, las descripciones de las constelaciones de Poeticon Astronomicon, atribuidas por tradición a Gayo Julio Higino, ahora se cuestionan. Todo el conocimiento de la mitología clásica relacionado con las constelaciones provino esencialmente de estas dos obras. Las iluminaciones fueron de gran valor artístico. Por otro lado, las posiciones que los iluminadores daban a las estrellas no tienen prácticamente nada que ver con la realidad de la esfera celeste; fueron modificadas para coincidir mejor con las representaciones alegóricas de las constelaciones.
A partir del siglo X, el contacto con el mundo oriental y árabe, iniciado a través de las Cruzadas y del movimiento de Reconquista de la península ibérica, motivó que muchos eruditos comenzaron a viajar a España y Sicilia para buscar conocimientos que habían oído que existían en el mundo de habla árabe. Los autores árabes habían mantenido durante mucho tiempo un contacto regular con las obras clásicas griegas (Aristóteles, por ejemplo), habiendo hecho un trabajo de traducción que será muy valioso para los occidentales, que volvieron a entrar en contacto con sus raíces eruditas olvidadas. De hecho, tanto en España (Escuela de traductores de Toledo), como en el sur de Italia, los traductores (que tradujeron al latín del árabe y del griego) realizaron una cantidad considerable de traducciones que permitieron avances importantes en astronomía, matemáticaa, biología y medicina, y que serán el caldo de cultivo de la evolución intelectual europea de los siglos posteriores.

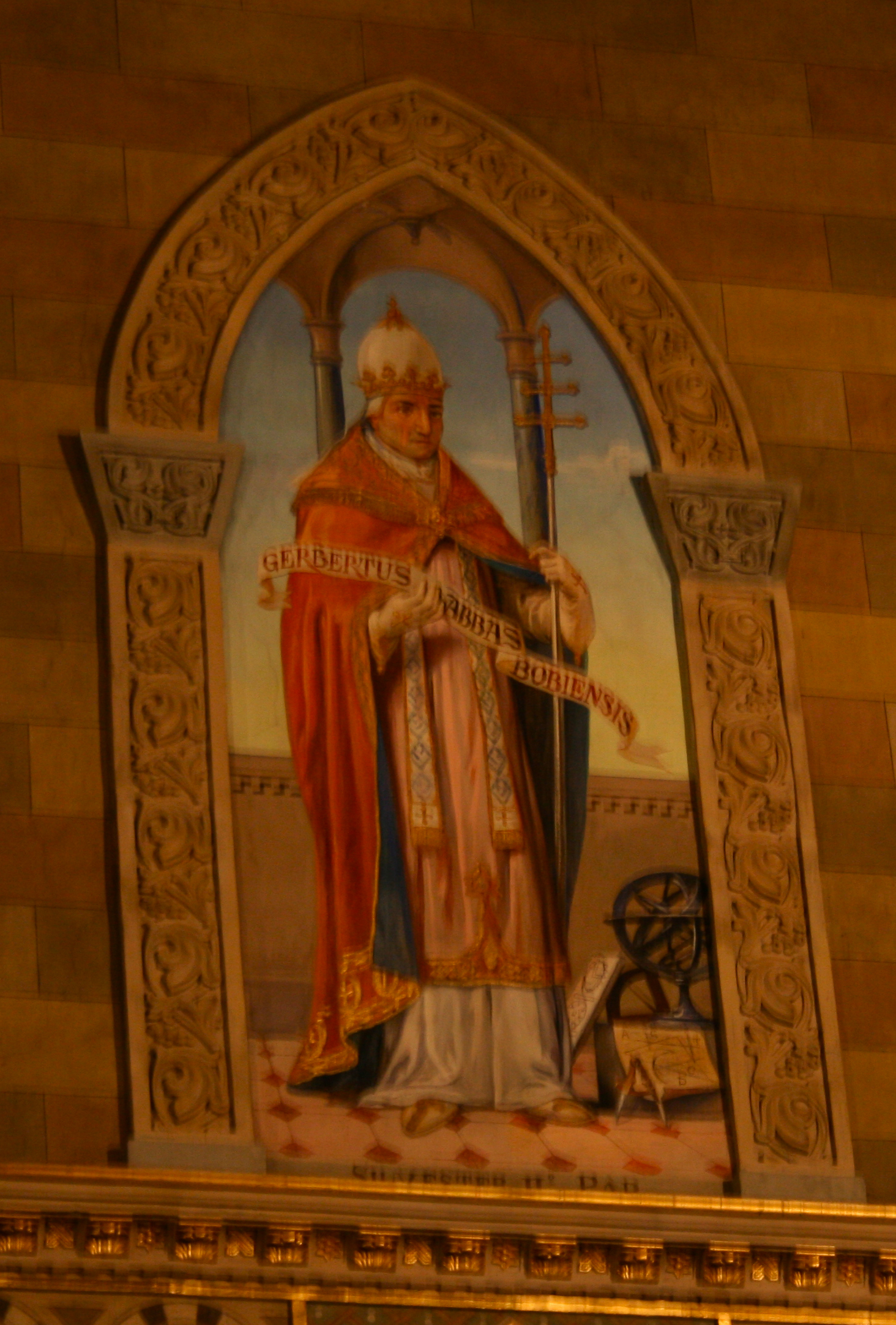
Fresco de Gerberto de Aurillac en la catedral de Bobbio con el astrolabio esférico que perfeccionó y su De geometria

A finales del siglo X, Gerberto de Aurillac (c. 945-1003) (que llegará a ser el papa Silvestre II en 999-1003) estudió las fuentes científicas árabes en Cataluña donde integró, además de la escritura decimal posicional, los conocimientos astronómicos vinculados al astrolabio en el tratado Sententiae astrolabii traducido por Lupito de Barcelona en 980. La esfera armilar, por ejemplo, fue reintroducida a través de Al-Ándalus gracias a los esfuerzos de Gerberto,
que aplicó el uso de tubos de observación con su esfera armilar para fijar la posición de la estrella polar y registrar las mediciones de los trópicos y del ecuador.
También en textos árabes se encontraron por primera vez algunas técnicas astronómicas prácticas relacionadas con el calendario y el cronometraje, sobre todo las relacionadas con el astrolabio. Pronto, estudiosos como Hermann de Reichenau estaban escribiendo textos en latín sobre los usos y la construcción del astrolabio y otros, como Walcher de Malvern, usaban el astrolabio para observar el tiempo de los eclipses con el fin de probar la validez de las tablas del computus.
Reichenau fue uno de los primeros eruditos cristianos en estimar la circunferencia de la Tierra con el método de Eratóstenes.
Los demás tratados de astronomía de los autores de la Antigüedad solo se copiaron más tarde, con los inicios de la escolástica en el siglo XII: Gerardo de Cremona realizó la primera traducción al latín del Almagesto a partir de una traducción árabe. Luego, estos textos (principalmente los de Ptolomeo y Aristóteles) fueron cada vez más comentados. En cuanto a completarlos, rectificarlos o comprobar su contenido mediante verdaderas observaciones de los cielos, esto iba más allá de la concepción que el hombre medieval tenía del conocimiento. La llegada de esos nuevos textos traducidos coincidió con el auge de las universidades en la Europa medieval ―Bolonia (1088), París (1150) y Oxford (1167)―, en la que pronto encontraron un hogar.
Reflejando la introducción de la astronomía en las universidades, Juan de Sacrobosco escribió una serie de influyentes libros de texto de introducción a la astronomía: La esfera, un Cómputus, un texto sobre el cuadrante y otro sobre cálculo.
En el siglo XIV, Nicole Oresme (1323-1382), más tarde obispo de Liseux, demostró que ni los textos bíblicos ni los argumentos físicos presentados contra el movimiento de la Tierra eran demostrativos y adujo el argumento de la simplicidad para la teoría de que la Tierra se mueve, y no los cielos. Sin embargo, concluyó que "los cielos se mueven y no la tierra: porque Dios estableció el mundo que no se moverá".
Por otro lado, el cardenal Nicolás de Cusa sugirió en algunos de sus escritos científicos que la Tierra giraba alrededor del Sol y que cada estrella es en sí misma un sol distante.

### Mundo islámico
En historia de la astronomía, la astronomía islámica, árabe o musulmana remite a los trabajos astronómicos realizados por la civilización islámica, especialmente durante la Edad de Oro del islam (siglo VIII a siglo XVI), y transcritos en su mayoría en lengua árabe. Estos descubrimientos fueron realizados en lo esencial en los sultanatos de Oriente Medio, de Asia Central, en Al-Ándalus, el África del Norte, y más tarde en China e India.
En sus inicios, la astronomía en el mundo islámico llevó a cabo una trayectoria similar a otras ciencias en el islam, mediante la asimilación de conocimientos del extranjero y la composición de estos elementos dispares para dar a luz a una tradición original. Las principales importaciones fueron indias, persas y griegas, conocidas por traducciones luego asimiladas, como la del Almagesto. Luego la astronomía árabe ejercerá a su vez una influencia significativa en las astronomías india y europea e incluso en la china.
En el siglo VII, tanto cristianos como judíos celebraban días festivos, como la Pascua y el Pésaj, que debían determinarse astronómicamente en función de las fases de la luna. Ambas comunidades se enfrentaban al hecho de que la duración de 29,5 días del mes lunar no era conmensurable con los 365 días del año solar. Para resolver el problema, cristianos y judíos adoptaron un plan basado en el descubrimiento de Metón de Atenas en el año 430 a. C. del ciclo metónico de diecinueve años solares y la inserción periódica del decimotercer mes lunar para mantener las fechas del calendario al día con las estaciones. Los astrónomos utilizaban las enseñanzas de Ptolomeo para calcular la posición de la Luna y de las estrellas resolviendo el triángulo esférico mediante un procedimiento poco práctico concebido por Menelao de Alejandría a finales del siglo I.
Dallal Ahmad observa que, a diferencia de los babilonios, griegos e indios, que habían desarrollado elaborados sistemas astronómicos basados en las matemáticas, los árabes preislámicos se basaban únicamente en observaciones empíricas, en la salida y puesta de ciertos astros, un área de estudio que se conocía como «anwa» y que continuó desarrollándose después de la islamización cuando los astrónomos islámicos agregaron métodos matemáticos a sus observaciones empíricas y para los que encontrar un método trigonométrico más simple representó un desafío natural. Según el historiador de la astronomía David King, después de la llegada del Islam, la obligación religiosa de definir la qibla, de conocer la hora del día para realizar las salat —las oraciones canónicas— y de determinar si el mes tenía 29 o 30 días, incrementó el progreso en la astronomía.
El Corán alentaba a que los musulmanes encontraran formas de utilizar las estrellas: «Y Él es Quien os consagró las estrellas para que así podáis ser guiados en las tinieblas de la tierra y del mar». Basándose en este precepto, los musulmanes comenzaron a desarrollar mejores instrumentos para la observación y la navegación astronómica, dando nombre y catalogando muchas estrellas visibles a simple vista en el cielo, hasta el punto de que hoy en día muchas de esas estrellas conservan los nombres árabes, como Aldebarán (α Tauri), Deneb o Altair (α Aquilae). También términos astronómicos como «alidada», «acimut», «cenit o «almicantarat» evidencian por su morfología su origen árabe.
El historiador de la ciencia Donald Routledge Hill divide la astronomía árabe en cuatro períodos: 
- c. 700-825: asimilación por sincretismo de las doctrinas astronómicas helenísticas, indias y persas, traduciéndose muchos textos, como el Zīj al-Sindhind,[78] o  el Zīj al-Shāh, una colección de tablas astronómicas compiladas en la Persia preislámica durante más de doscientos años.
- c.825-1025: fase de investigación intensa, recepción y mejora del sistema de Ptolomeo. Los califas apoyaron económicamente su desarrollo y Bagdad y Damasco se convirtieron en centros intelectuales. La primera obra importante fue el Zīj al-Sindh (830), de Al-Juarismi, que introdujo conceptos ptolemaicos en las ciencias islámicas, con tablas de los movimientos del Sol, la Luna y los cinco planetas conocidos en aquella época. En 850, Al-Farghani (805-880), una autoridad en el sistema solar, escribió entre 833 y 857 el Kitāb fī ŷawāmiʿ ʿilm al-nuŷūm en el que proponía principalmente una síntesis de la cosmografía ptolemaica, aunque también corregía a Ptolomeo basándose en los resultados de astrónomos árabes anteriores. Al-Farghānī calculó nuevos valores para la oblicuidad de la eclíptica, para el movimiento de precesión de los apogeos del Sol y de la Luna, y para la circunferencia de la Tierra. El libro tuvo una amplia distribución en el mundo musulmán y también fue traducido al latín.[79]Destacaron también:[Nota 4] Al-Battani (858-929), quizá el más respetado por los estudiosos europeos, por sus descubrimientos amplísimos y sus estudios de las anomalías lunares y los eclipses de una extraordinaria precisión, que también estableció las primeras nociones trigonométricas y concibió la fórmula fundamental de la trigonometría esférica; y Al Sufi (903-986), con su Libro de las estrellas fijas, que describió en detalle alrededor de mil estrellas y dio las primeras descripciones de la Galaxia de Andrómeda y de la Gran Nube de Magallanes.
- 1025-1450: florecimiento de una escuela de pensamiento específicamente árabe en astronomía, que comenzó cuando sus astrónomos comenzaron a hacerse preguntas sobre el sistema ptolomaico, aunque permaneciendo siempre el modelo geocéntrico. La obra más importante fue al-Shukūk ʿalā Batlamyūs [Dudas sobre Ptolomeo] de Ibn al-Haytham, en la que se resumen las inconsistencias del modelo ptolemaico. Muchos astrónomos asumieron el desafío desarrollando modelos alternativos para evitarlos, como Muʾayyad al-Dīn al-ʿUrḍī (ca. 1266), Nasir al-Din al-Tusi (1201-1274), Qutb al-Din al-Shirazi (ca. 1311), alā-Hwkabar ( ca. 1306), Ṣadr al-Sharīʿa al-Bukhārī (ca. 1347), Ibn al-Shatir (ca. 1375), al-Khamoji (ca. 1420) y Ali Qushji (ca. 1474).
- 1450-1900: período de estancamiento, todavía marcado por algunas contribuciones notables.

Estos conocimientos llegan a Europa Oriental a través de Al-Ándalus en los siglos XI a XIII, y a Europa Central con las invasiones turcas a largo del siglo XV.

## Astronomía moderna

### Renacimiento

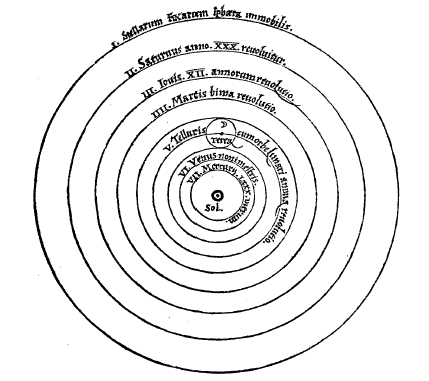
Imagen del sistema copernicano. Extraída de la obra De revolutionibus orbium coelestium.

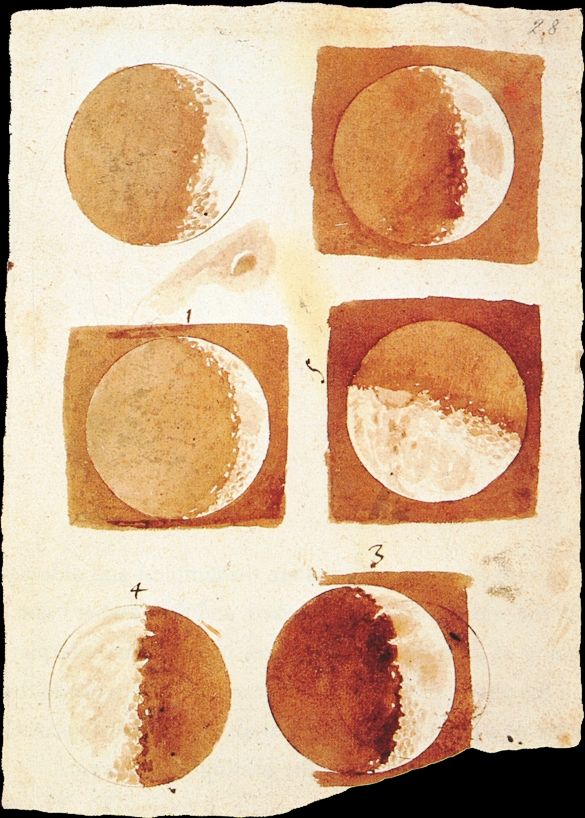
Dibujos realizados por Galileo para representar su observación de la luna a través del telescopio (1616).

Durante el siglo XV hay un crecimiento acelerado del comercio entre las naciones mediterráneas, lo que lleva a la exploración de nuevas rutas comerciales hacia Oriente y a Occidente, estas últimas son las que permitieron la llegada de los europeos a América. Este crecimiento en las necesidades de navegación impulsó el desarrollo de sistemas de orientación y navegación y con ello el estudio a fondo de materias como la geografía, astronomía, cartografía, meteorología, y la tecnología para la creación de nuevos instrumentos de medición como compases y relojes.
En el siglo XV se renovó el interés en el estudio de los cielos gracias, en parte, a la escuela de traductores de Toledo, creada por el rey Alfonso X el Sabio (1221-1284) quienes empiezan a traducir antiguos textos astronómicos.
Personajes como Johann Müller Regiomontano (1436-1476), comenzaron a realizar observaciones astronómicas y a discutir las teorías establecidas al punto que Nicolás de Cusa (1401-1464), en 1464 planteó que la Tierra no se encontraba en reposo y que el universo no podía concebirse como finito, comenzando de alguna manera a resquebrajarse el sistema imperante hasta ese momento.
Nicolás Copérnico (1473-1543) retoma las ideas heliocentristas y propone un sistema en el cual el Sol se encuentra inmóvil en el centro del universo y a su alrededor giran los planetas en órbitas con «movimiento perfecto», es decir circular. Este sistema copernicano, sin embargo, adolecía de los mismos o más errores que el geocéntrico postulado por Ptolomeo, en el sentido de que no explicaba el movimiento retrógrado de los planetas y erraba en la predicción de otros fenómenos celestes. Copérnico, por tanto, incluyó igualmente epiciclos para aproximarse a las observaciones realizadas.
Tycho Brahe (1546-1601), hombre acomodado y de vida disipada, fue un gran observador del cielo y realizó las más precisas observaciones y mediciones astronómicas para su época, entre otras cosas porque tuvo la capacidad económica para construir su propio observatorio e instrumentos de medición. Las mediciones de Brahe no tuvieron, sin embargo, mayor utilidad hasta que Johannes Kepler (1571-1630) las utilizara. Kepler gastó muchos años tratando de encontrar la solución a los problemas que se tenían con el sistema enunciado por Copérnico, utilizando modelos de movimiento planetario basados principalmente en los sólidos perfectos de Platón. Con los datos completos obtenidos después de la muerte de Brahe, llegó por fin al entendimiento de las órbitas planetarias, probando con elipses en vez de los modelos perfectos de Platón, y pudo entonces enunciar sus leyes del movimiento planetario.
- Los planetas giran alrededor del Sol en órbitas elípticas estando este en uno de sus focos.
- Una línea dibujada entre un planeta y el Sol barre áreas iguales en tiempos iguales.
- Publicada años después al mundo (1619): El cubo de la distancia media al Sol es proporcional al cuadrado del tiempo que tarda en completar una órbita.

Galileo Galilei (1564-1642) fue uno de los defensores más importantes de la teoría heliocentrista. Construyó un telescopio a partir de un invento del neerlandés Hans Lippershey y fue el primero en utilizarlo para el estudio de los astros, descubriendo los cráteres de la Luna, las lunas de Júpiter, las manchas solares y las fases de Venus. Sus observaciones tan solo eran compatibles con el modelo copernicano.
El trabajo de Galileo lo enfrentó a la Iglesia católica, que ya había prohibido el libro de Copérnico De revolutionibus orbium coelestium. Después de varios enfrentamientos con los religiosos en los cuales fue respaldado por el papa Urbano VIII, y a pesar de que se le pidiese moderación en la difusión de sus estudios, Galileo escribió Diálogos sobre los dos máximos sistemas del mundo. En esta obra ridiculizó la posición de la Iglesia a través de Simplicio el Simplón. Por esta desobediencia fue llevado a juicio en donde fue obligado a abjurar de sus creencias y posteriormente recluido bajo arresto domiciliario, que duró el resto de su vida.
Murió con la bendición papal a los 88 años. A finales del siglo XX el papa Juan Pablo II pidió disculpas al mundo por esta injusticia que su Iglesia había cometido contra Galileo.

### SigloXVII

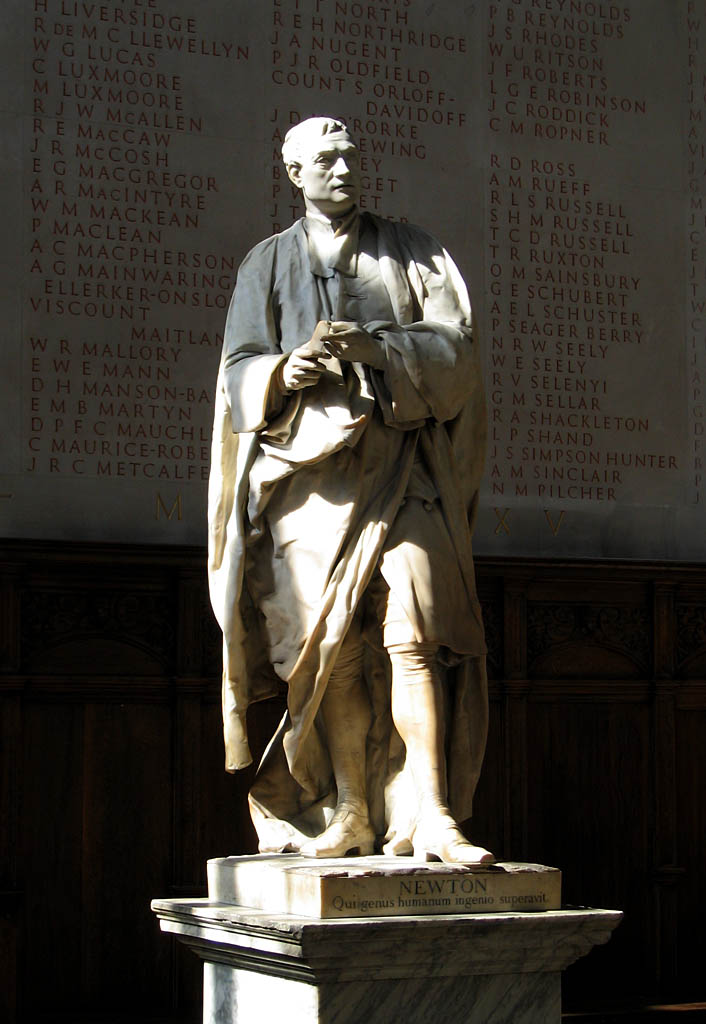
Isaac Newton (1643-1727).

A partir de los desarrollos técnicos, ópticos y de las nuevas teorías matemáticas y físicas se dio un gran impulso a las ciencias y en particular a la astronomía. Se descubrieron y catalogaron miles de objetos celestes. Aparecen en el siglo XVII grandes hombres constructores de lo que hoy conocemos como astronomía moderna: Johannes Hevelius (observaciones de la luna y cometas), Christian Huygens (anillos de Saturno y Titán), Giovanni Domenico Cassini (satélites de Saturno), Ole Rømer (velocidad de la luz a partir de los eclipses de los satélites de Júpiter en 1676) y John Flamsteed (fundador del Observatorio de Greenwich en 1675).

#### La astronomía matemática: Newton
Ya desde sus años universitarios Isaac Newton estuvo involucrado en estudios matemáticos, observaciones astronómicas, físicas y químicas. En 1686 publicó su famosa obra Phylosofíæ naturalis principia mathemática, que también contiene la ley de la gravitación universal, varios estudios sobre el movimiento de fluidos y las leyes de colisión. Sus tres leyes que explican la dinámica del sistema solar, hicieron innecesario definitivamente el empirismo en la explicación de esos movimientos celestes. Son:
- Un cuerpo permanece en reposo o en movimiento en línea recta y a una velocidad constante a menos que una fuerza externa actúe sobre él.
- La fuerza aplicada por un cuerpo sobre otro, genera una fuerza de igual magnitud sobre el primero pero en dirección contraria.

Se dice que Newton fue inspirado por la caída de una manzana para imaginar el efecto de la gravedad, aunque está comprobado que eso es tan solo una leyenda que sirve como metáfora para entender la fuerza de la gravitación: la misma fuerza gravitatoria que hace caer la manzana se extiende hacia la Luna y si no fuera por ella la Luna escaparía de la órbita terrestre. La ley de la gravitación universal dice que:

Dos cuerpos se atraen uno al otro con una fuerza que es directamente proporcional a la masa de cada uno e inversamente proporcional al cuadrado de la distancia que los separa.

Newton también fue responsable del cálculo infinitesimal, las funciones de una variable y la construcción de tangentes en curvas planas. En óptica expuso la teoría de la descomposición de la luz blanca según la famosa experiencia del prisma, brindando también explicaciones sobre el fenómeno del arco iris.
También estudió la forma de la Tierra, el efecto de las perturbaciones debidas a la acción gravitacional del Sol y por tanto el fenómeno de las mareas, de donde también derivó la evaluación de la masa de la Luna. También interpretó la precesión de los equinoccios a partir de la forma irregular de la Tierra, y evaluó el aplanamiento polar conociendo la velocidad de rotación y las dimensiones del planeta.
Newton modificó el diseño de los telescopios de la época en un modelo por él llamado reflectores newtonianos.

#### Los telescopios mejoran: nuevos descubrimientos

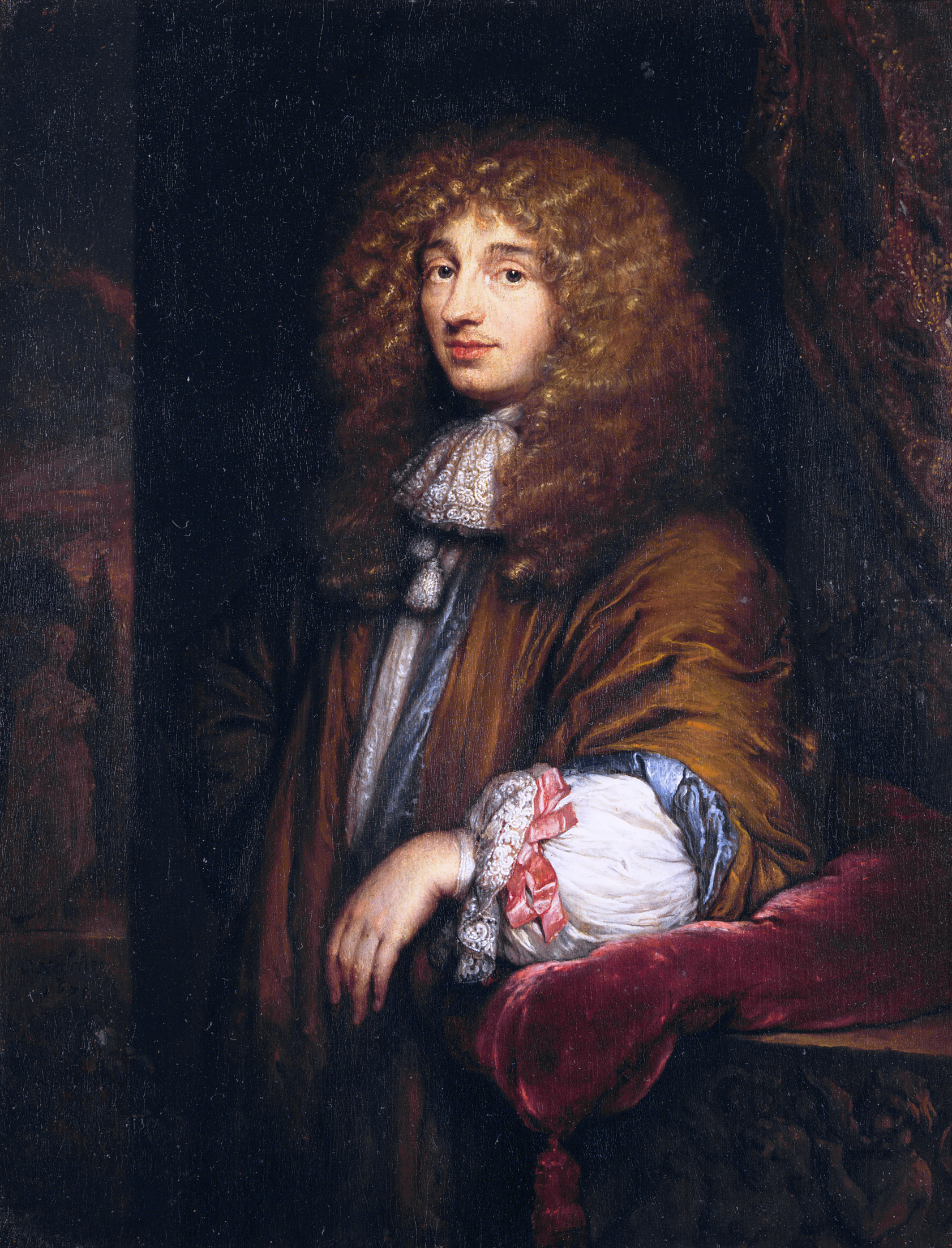
Christiaan Huygens.

Christian Huygens se dedicó a los estudios de física y mecánica obteniendo descubrimientos fundamentales. Fue el responsable de la primera hipótesis de la conservación de la energía, introduciendo la «fuerza viva» que posteriormente se denominará «energía cinética», aplicada conceptualmente también a la posibilidad de explicar los fenómenos naturales en términos de cambios de velocidad y posición de átomos microscópicos. Fue el primero en plantear la hipótesis de una teoría ondulatoria de la luz según pequeños experimentos, entrando así en polémica con Newton, que apoyaba la teoría corpuscular, controversia que terminaría solo con la concepción moderna de la doble naturaleza de la luz: ondulatoria y corpuscular. También trabajó en óptica, mejorando significativamente los instrumentos astronómicos y construyendo un ocular adecuado para reducir la aberración cromática. Estas mejoras ópticas le permitieron descubrir los anillos de Saturno y su luna más grande, Titán (en 1665).
Giovanni Domenico Cassini descubrió en 1665 una brecha en los anillos de Saturno, la llamada división de Cassini. Posteriormente descubrió algunos satélites: Jápeto (satélite) (1671), Rea (1672), Dione y Tetis (1684).
También determinó la unidad astronómica con un error inferior al 7,5%.
Ole Rømer colaboró con Cassini en la introducción del micrómetro filar y también tuvo la primera idea de la montura ecuatorial. Su nombre, sin embargo, está indudablemente vinculado a la primera medición verdadera de la velocidad de la luz: utilizando las efemérides de Júpiter, observó cómo persistía un cierto tiempo entre el fenómeno calculado (eclipse o tránsito del satélite) y la realidad; de ello dedujo que, dada la considerable distancia entre la Tierra y Júpiter, la luz tardaba un cierto tiempo en llegar a la Tierra, contradiciendo las creencias de la época sobre la instantaneidad de los fenómenos luminosos. Llegó incluso a establecer que la luz viajaba a una velocidad de 225 000 km/s, frente a los 300 000 km/s reales.
Edmund Halley en 1678 fue nombrado miembro de la Royal Society. En 1682 observó el cometa que llevaría su nombre, suponiendo que completaba una revolución completa a lo largo de su órbita cada 76 años. Mediante cálculos predijo el siguiente paso que se produjo a tiempo, pero que él no vio debido a su muerte. En 1718 destacó los movimientos propios de las estrellas, demostrando que al menos tres de ellas, Sirius, Procyon y Arturo (estrella), habían cambiado de posición desde la época de Ptolomeo; también descubrió el cúmulo de Hércules.
El nombre de James Bradley está vinculado al descubrimiento de la aberración de la luz, que allanó el camino para futuras mediciones de los paralajes estelares. Al observar la estrella γ Draconis, sospechosa de cambiar de posición, descubrió un movimiento opuesto al esperado. Anotando todos los datos necesarios, como la temperatura y el comportamiento del telescopio, anunció el descubrimiento de la aberración en 1729. Sin embargo, advirtió que, al calcular los efectos de la aberración, persistía una desviación fija de 2" de arco, lo que indicaba la existencia de otro fenómeno: el fenómeno en cuestión era la nutación, que determina un desplazamiento de las posiciones estelares cada 18,6 años.

### SigloXVIII
La teoría de Newton tomó tiempo para establecerse en Europa. Descartes planteaba la teoría de vórtices y Christiaan Huygens, Gottfried Wilhelm Leibniz y Jacques Cassini habían aceptado solo partes del sistema de Newton, prefiriendo su propia filosofía. No fue sino hasta Voltaire que se publicó un experimento sobre las mareas en 1738.
Finalmente en 1748, la Academia de las Ciencias francesa ofreció una recompensa para la resolución de las perturbaciones de Júpiter y Saturno que finalmente fue resuelto por Euler, Joseph-Louis de Lagrange (1736-1813) y Laplace, estableciendo las bases del sistema solar.

#### El catálogo de Messier
Charles Messier, astrónomo francés, publicó en 1774 el famoso catálogo que lleva su nombre. Ávido cazador de cometas, descubrió unos quince y observó muchos otros. Se apasionó por catalogar los objetos del cielo, incluyendo además una breve descripción. Utilizó un modesto reflector de 19 cm instalado en el Hôtel de Cluny en el centro de París. En sus incursiones celestes descubrió y catalogó varios objetos famosos entre ellos nebulosas, galaxias y cúmulos, llegando a la cifra de 103 objetos; más tarde, otros astrónomos añadieron más, llevando el catálogo a 110. El catálogo de Messier, por innovador que fuera, tenía algunas lagunas de observación provocadas por la modestia del instrumento utilizado.
De hecho, después de casi un siglo, Herschel resolvió en estrellas objetos que Messier consideraba simples nebulosidades.

#### Herschel y el descubrimiento de Urano

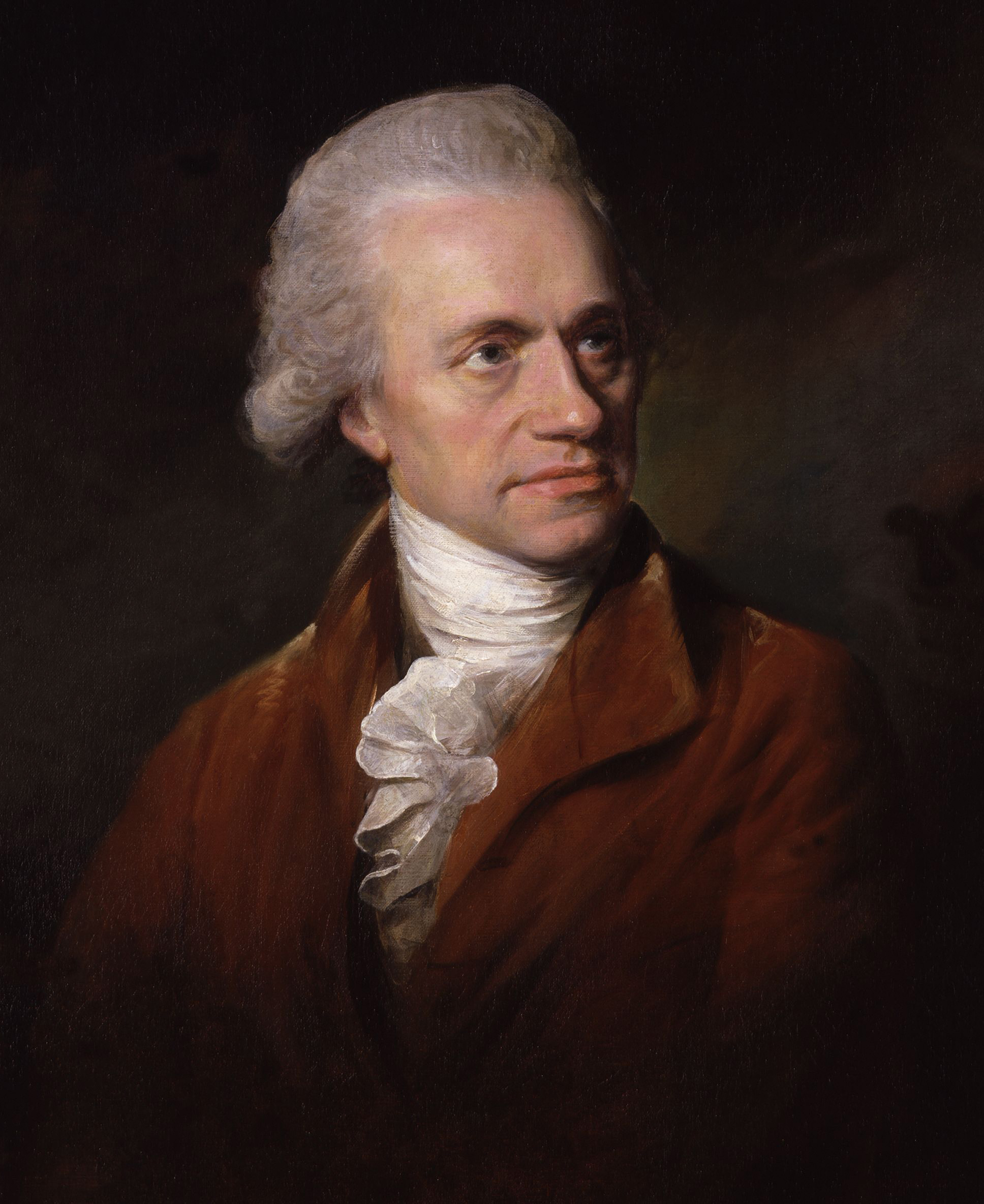
Sir William Herschel.

En 1781, William Herschel (1738-1822) descubrió Urano utilizando un modesto telescopio de 18 cm. Este descubrimiento, que le convirtió en astrónomo real, fue totalmente accidental: mientras hacía recuentos de estrellas para determinar la forma de la galaxia, notó la presencia de una estrella cerca de la estrella 1 Geminorum; se dio cuenta de que lo que tenía en su ocular no era una estrella, sino que supuso que era un cometa, porque al incrementar el aumento había notado un disco circular. Así, hizo una comunicación oficial a la Royal Society, que señalaba que había descubierto un planeta. En 1787 descubrió también dos satélites de Urano, Titania y Oberon, y fue el primero en observar también los anillos de Urano, aunque el efecto se interpretó como un defecto óptico; de hecho, los anillos no se confirmarán hasta 1977. En 1789, con un telescopio de 1,2 m de diámetro, fue el primero en observar dos satélites dentro del anillo de Saturno, Encelado y Mimas. Descubrió el sistema doble ξ Bootis, la doble Algieba (γ Leonis),
el cúmulo globular NGC 2419 en la constelación de Lince. Para obtener estos excelentes resultados, Herschel había construido uno de los telescopios más grandes de la época, un newtoniano con un diámetro de 1,22 m y una distancia focal de 12,20 m. Para construirlo necesitó tres años de trabajo desde 1786 hasta 1789, perfeccionando también las técnicas de fabricación de telescopios y ópticas. También estudió la forma visible de la galaxia, trazando un dibujo completo y comprendiendo su forma lenticular.

#### La mecánica celeste
Joseph-Louis Lagrange, además de sus aportaciones a la matemática analítica y al cálculo de funciones, desarrolló un modelo de mecánica celeste mucho más complejo y preciso. En 1773 observó que era posible expresar las leyes de Newton en términos de la acción de un campo de fuerza que llenaba el espacio continuamente. De esta manera tuvo entonces en cuenta los efectos de las perturbaciones provocadas por otros planetas sobre diversos valores como la inclinación de la órbita, la dirección y longitud del eje mayor o la excentricidad de la elipse. Parecía así que los cuerpos celestes, aunque mantenían su órbita establecida a lo largo del tiempo, sufrían múltiples influencias de los demás planetas.
Otro aporte válido a la mecánica celeste fue el de Pierre Simon Laplace, quien descubrió la naturaleza cíclica del movimiento de Júpiter y Saturno, naturaleza cíclica estimada en aproximadamente en 900 años, por lo que los planetas parecen acelerarse o desacelerarse entre sí. Esta variación ya era conocida por Lagrange, pero solo Laplace la atribuyó a un movimiento cíclico, confirmando la idea de que el sistema solar presentaba movimientos no aleatorios incluso en una escala temporal grande.

#### Las invenciones de Fraunhofer y las mediciones de paralaje de Bessel

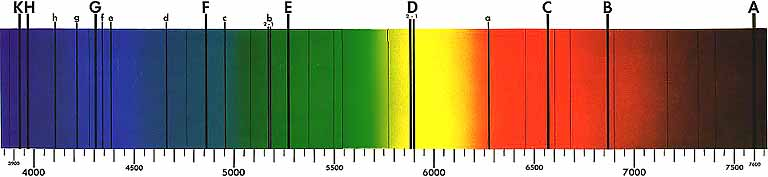
Líneas de Fraunhofer

Joseph von Fraunhofer fue el artífice de una pequeña revolución instrumental. En 1812 comenzó a estudiar un método para obtener placas de vidrio libres de aberraciones de la imagen. Para lograrlo, necesitaba trabajar en cada color producido por las aberraciones. Luego explotó el método del prisma con el que descompuso la luz solar, pero en la descomposición de los colores observó que el espectro producido mantenía varias líneas negras completamente independientes del vidrio utilizado: había descubierto las líneas de Fraunhofer. De hecho, las líneas negras no dependían de la óptica, sino de la luz solar. En realidad ya habían sido observadas por otros ópticos, pero Fraunhofer fue el primero en anotar su posición según la denominación de las letras del alfabeto. Será posteriormente Kirchhoff quien interpretará correctamente el origen de las extrañas líneas negras. Fraunhofer también fue el primero en tener la intuición de utilizar una red de difracción, en lugar de un prisma, para la descomposición de la luz blanca. Con este medio la imagen de los espectros era más precisa que la obtenible con el prisma, introduciéndose así un nuevo modelo de espectroscopio.
Luego perfeccionó un instrumento que conduciría a nuevos descubrimientos astronómicos, el heliómetro, inicialmente utilizado para medir el diámetro solar. Tras las mejoras de Fraunhofer, Bessel logró obtener la medida del primer paralaje estelar.
Friedrich Wilhelm Bessel fue uno de los astrónomos más representativos del siglo XIX. En 1838, gracias a la introducción del heliómetro de Fraunhofer, Bessel logró observar el primer paralaje estelar y, por tanto, determinar la distancia a la estrella. Para la primera medición Bessel eligió la estrella 61 Cygni, con mayor movimiento propio que las demás; tras seis meses de observaciones encontró un paralaje que determinó una distancia de 10,7 años luz, un valor muy preciso incluso para la actualidad. En 1844, después de décadas de observaciones, Bessel anunció que Sirius giraba alrededor del centro de gravedad de un sistema, es decir, que Sirius incluía un objeto invisible. Estos descubrimientos abrieron el camino al estudio de la posición de las estrellas, así como a la conciencia de que el universo visible mostraba dimensiones enormes, mucho más allá de las expectativas iniciales.

#### La formación del sistema solar

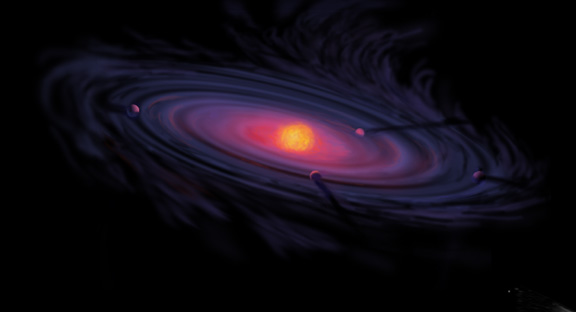
Representación del disco protoplanetario del sistema solar

Los conocimientos entonces alcanzados en el campo de la mecánica celeste permitieron desarrollar teorías vinculadas a la formación del sistema solar a partir de la primera teoría expuesta: la de los vórtices de Descartes. Georges-Louis Leclerc de Buffon planteó la hipótesis de que el sistema solar nació del Sol tras el paso cercano de una estrella: el cuerpo habría extraído materia del Sol, creando cuerpos planetarios. Esta idea fue inmediatamente definida como teoría catastrofista.
En 1755, el filósofo alemán Immanuel Kant y, posteriormente, de forma independiente en 1796 también Laplace, expusieron una nueva teoría que más tarde se definió como teoría de Kant-Laplace. La teoría postulaba el nacimiento del sistema solar a partir de una nube de gas que, puesta en rotación para no colapsar sobre sí misma, habría formado la estrella que hoy se conoce, el Sol, en el centro, mientras que fuera el gas se habría agregado formando los protoplanetas; con el tiempo el Sol se habría iluminado como una estrella, y habiendo barrido la presencia de nubes y polvo que luego caían sobre las superficies planetarias, los llamados protoplanetas se habrían convertido en los que se conocen ahora. Esta teoría, todavía aceptada hoy en día, explica, por ejemplo, por qué los planetas gaseosos permanecieron fuera del sistema, así como su disposición uniforme en el plano de la eclíptica. Sin embargo, mantiene algunas inconsistencias, por ejemplo no se sabe por qué el material nebular debería haberse agregado.

### SigloXIX

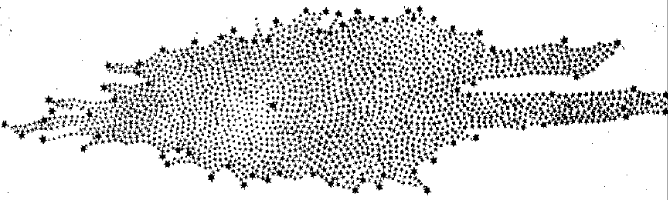
Forma de la Vía Láctea deducida por W. Herschel a partir del recuento de estrellas en el cielo.

La observación astronómica cada vez más detallada permitió el descubrimiento de objetos celestes diferentes a las estrellas fijas, los planetas y cometas.
Estos nuevos objetos observados eran como parches de luz que por su aspecto se les dio el nombre de nebulosas. El alemán Friedrich Wilhelm Herschel (1738-1822) fue uno de los primeros en estudiar estos objetos, músico de profesión, finalmente abandonó las notas por las estrellas, su hermana Caroline Herschel (1750-1848), trabajó con él realizando barridos de zonas del cielo, con lo cual dibujaron un mapa de la galaxia con un gran número de estrellas observadas. Herschell también realizó otros importantes descubrimientos como Urano, Sus lunas Titania y Oberón y las lunas de Saturno Encélado y Mimas.
Durante el siglo XVIII uno de los objetivos de los estudios astronómicos fue el de calcular las distancias en el universo. El sistema de medición fue la paralaje, que mide el movimiento de una estrella con respecto a las estrellas vecinas cuando se observa desde dos puntos diferentes. La primera distancia a una estrella medida con este método fue realizada por Friedrich Bessel (1784-1846) en 1838 fue a 61 del Cisne (constelación) obteniendo una distancia de 11 años luz y, posteriormente, Alfa Centauro con una distancia de 4,3 años luz.

#### El descubrimiento de los primeros asteroides

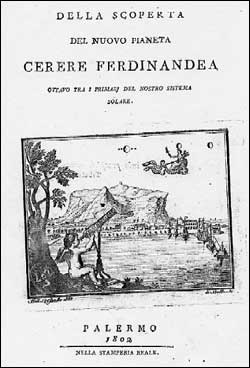
Cubierta del libro de 1802 de Giuseppe Piazzi titulado Della scoperta del nuovo pianeta Cerere Ferdinandea, ottavo tra i primarj del nostro sistema solare.

El 1 de enero de 1801, Giuseppe Piazzi de Palermo descubrió un objeto celeste que a primera vista parecía un cometa. Una vez que se hizo público el descubrimiento, Gauss comenzó a observar el cuerpo para determinar sus parámetros orbitales, pero el objeto pasaba detrás del Sol; fue Heinrich Wilhelm Olbers quien lo encontró en 1802. Después de evaluar la órbita y la distancia, William Herschel definió el objeto como« asteroide», ya que, debido al pequeño diámetro, no podía resolver el disco, dándole así un casi estelar. Piazzi lo bautizó con el nombre de Cerere Ferdinandea, posteriormente cambiado a Ceres. Inicialmente se creía que Ceres era un nuevo planeta, también porque se encontraba exactamente a la distancia predicha por la ley empírica de Titius-Bode.
En unos pocos años, Olbers descubrió Pallas y Vesta; Juno fue descubierta casi al mismo tiempo por Karl Ludwig Harding. Sin embargo, después de los cuatro primeros, hubo que esperar unos cuarenta años para ver un nuevo descubrimiento (Astrea, descubierto por Karl Ludwig Hencke).
A pesar del continuo aumento de tales descubrimientos, los asteroides fueron considerados planetas hasta alrededor de 1851, cuando fueron reclasificados como «cuerpos menores» del sistema solar, ordenados sobre la base de un número progresivo y ya no se basa en la distancia al Sol (como los planetas)..

#### El Sol y el ciclo de las manchas

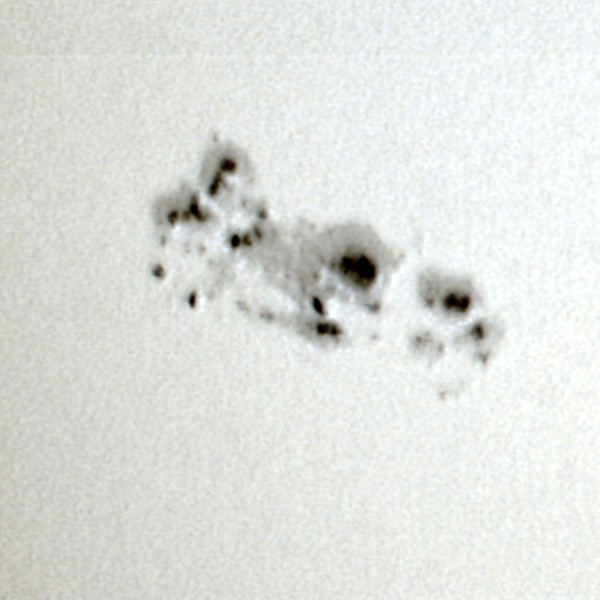
Manchas solares

En 1848, Johann Rudolf Wolf introdujo un método de medición diaria de las manchas solares, también llamado «número de Wolf»; este valor tiene en cuenta el número de los grupos de manchas presentes y de aquellas singulares, seguido de un factor K para evaluar las condiciones de observación. Inmediatamente después de la introducción de este método, se pudo calcular la tendencia cíclica de la actividad solar desde 1700 hasta la actualidad, descubriéndose la existencia de diversos ciclos de actividad solar, el más evidente de los cuales es el de 11,04 años. 
Richard Christopher Carrington derivó la ley de rotación diferencial del Sol y definió la «migración» de las manchas hacia el ecuador durante el ciclo. La migración en latitud se descubrió organizando todas las manchas observadas en un gráfico con forma de mariposa. El 1 de septiembre de 1859, Carrington observó una nueva clase de fenómenos solares: las llamaradas. Vio una especie de relámpago que centelleaba entre dos manchas con una duración de cinco minutos; poco después se produjo una tormenta magnética, las agujas de la brújula enloquecieron y al día siguiente apareció una aurora boreal. Este fenómeno se repite cada vez que ocurre una llamarada en el Sol.

#### El azaroso descubrimiento de Neptuno

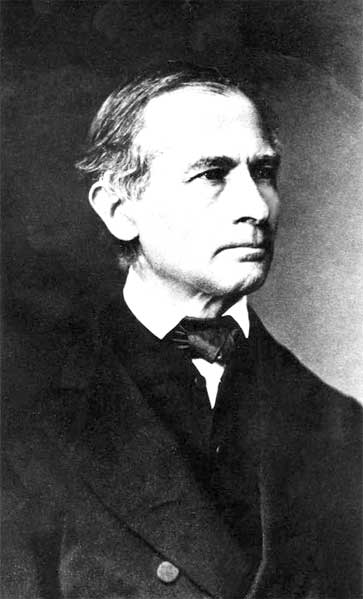
Galle fue el primero en observar Neptuno, identificado sobre la base de los cálculos de Adams y Le Verrier.

El 23 de septiembre de 1846 se produjo el descubrimiento de Neptuno. Los acontecimientos relacionados con su descubrimiento fueron bastante complejos: en 1821 un colaborador de Laplace, Alexis Bouvard, publicó las efemérides de Urano, pero en la introducción del libro señaló que había discrepancias en las posición del planeta; inmediatamente pensó en la idea de un cuerpo perturbador.
En 1823, Bessel inició una serie de observaciones en busca del planeta, comparando los datos de Bouvard, pero sin obtener resultado alguno. George Biddell Airy, nombrado director del observatorio de Cambridge, también constató estas discrepancias entre los cálculos y las observaciones, presentando un informe oficial. John Couch Adams, después de unos meses de trabajo, concluyó que las perturbaciones eran causadas por un planeta; después de dos años de análisis de las observaciones indicó en qué posición se podía encontrar el nuevo cuerpo. Incluso Urbain Le Verrier, después de haber obtenido las mismas conclusiones, instó a sus colegas franceses a realizar investigaciones, pero al no haber logrado un gran consenso, recurrió posteriormente, en el Observatorio de Berlín, a Johann Gottfried Galle.
Galle identificó el nuevo planeta en la primera noche de observación después de 25 años de intentos. El descubrimiento fue el triunfo de la mecánica celeste y los cálculos matemáticos.

#### El espectro de los elementos químicos
Robert Wilhelm Bunsen se dedicó a una serie de experimentos sobre la acción química de la luz utilizando su famoso invento: el mechero Bunsen (un quemador de gas ajustable). Intentó identificar sustancias químicas mediante la coloración de la llama puesta en contacto con las sustancias. Al principio intentó identificar los colores tenues con filtros de colores, pero sin obtener una medida precisa; Posteriormente, su amigo Gustav Robert Kirchhoff sugirió la idea de observar la llama a través de un espectroscopio. La idea fue tan buena que ambos comenzaron a estudiar sus efectos con diferentes sustancias, descubriendo la correlación entre sustancias y líneas de Fraunhofer. Para comprobar la conexión real entre el espectro y el elemento químico, llevaron a cabo otros experimentos invirtiendo la condición, y por tanto observando cómo se producían las mismas líneas, en emisión o en absorción (óptica), según el estado del material.

#### Los primeros pasos de la espectroscopia
Angelo Secchi continuó el trabajo recién iniciado por Kirchhoff clasificando las estrellas según su espectro. De hecho, estaba convencido de que a gran escala las estrellas presentaban una lógica subdivisión. Utilizando un espectrógrafo, Secchi distinguió las estrellas en cuatro categorías: Tipo I, II, III y IV. La división espectral adquirió aún más importancia cuando se descubrió la conexión con la temperatura de la superficie. Secchi tuvo así la oportunidad de elaborar el primer catálogo espectral de la historia de la astronomía.
William Huggins, después de leer el informe de Kirchhoff sobre la identificación de los elementos químicos a través del espectro, decidió realizar investigaciones en este campo. Utilizando un espectrógrafo, comenzó su investigación sobre otros objetos del cielo: en los cometas identificó la presencia de hidrocarburos gaseosos, y en 1866 apuntó su instrumento a una nova en la Corona Borealis, notando una enorme erupción de hidrógeno y otros gases. De esta manera comenzó el estudio de los mecanismos de las novas, ya que todavía se pensaba que eran nuevas estrellas u objetos que se movían rápidamente.

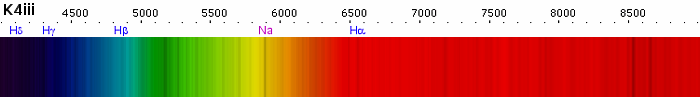
El espectro de una estrella y los elementos químicos detectados

Joseph Norman Lockyer (1836-1920), el fundador de la revista Nature, descubrió que en el Sol aparecían líneas de un elemento desconocido, más tarde llamado helio. El suyo fue un descubrimiento fundamental para la astronomía, ya que el helio es una sustancia clave en el proceso evolutivo de las estrellas.
En 1890, durante un viaje a Grecia, observó la orientación de los templos griegos y notó que los ejes estaban alineados en la dirección del ascenso y la puesta del Sol. Luego asumió que los templos egipcios también podrían tener orientaciones. Así, emprendió el estudio de algunos monumentos y descubrió que siete templos egipcios estaban orientados hacia la salida de Sirio.
Los descubrimientos de Lockyer fueron inmediatamente apreciados. Luego encontró la orientación del templo de Ammon-Ra en Karnak, y posteriormente amplió su investigación a Stonehenge, logrando establecer la fecha de su fundación.

#### Mito de la tierra plana

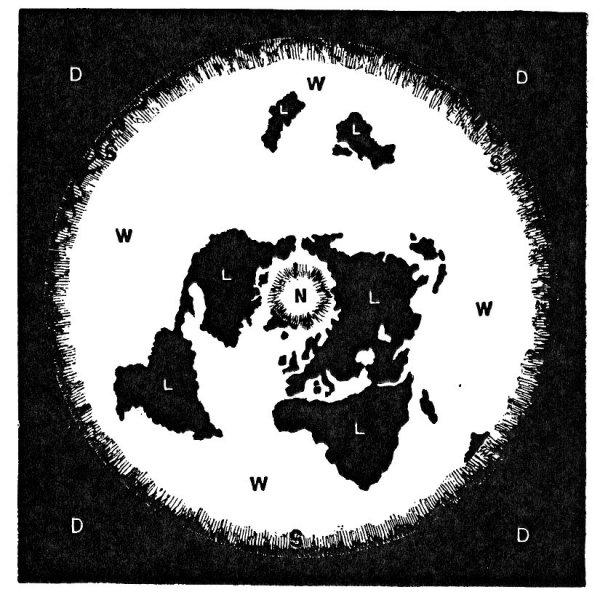
Mapa de la Tierra plana de Rowbotham

A partir del siglo XIX, surgió el mito histórico que sostenía que la doctrina predominante durante la Edad Media era que la Tierra era plana. Uno de los primeros defensores de este mito fue el escritor estadounidense Washington Irving, quien sostuvo que Cristóbal Colón tuvo que superar la oposición de los eclesiásticos para obtener el patrocinio de su viaje de exploración,
a pesar de que los eruditos europeos del siglo XV sabían que la Tierra era esférica.
En 1834, pocos años después de la publicación del libro de Irving, Jean Antoine Letronne, un académico francés de fuertes ideas antirreligiosas, tergiversó a los padres de la iglesia y sus sucesores medievales como creyentes en una Tierra plana en su Sobre las ideas cosmográficas de los padres de la iglesia.
El origen del movimiento que defiende que la Tierra es plana se encuentra en la obra del inventor inglés Samuel Birley Rowbotham, quien sostenía la creencia de que la Tierra era un disco plano centrado en el polo norte y cerrado en su límite sur por un muro de hielo, con el Sol, la Luna, los planetas y las estrellas a tan solo unos centenares de millas sobre su superficie.
Al respecto publicó en 1849 un panfleto de 16 páginas, al cual convirtió en libro en 1865. Este sistema ideado por Rowbotham, al cual llamó Astronomía zetética, se basa casi enteramente en pasajes bíblicos. Rowbotham y sus seguidores alcanzaron notoriedad al enzarzarse en debates públicos escandalosos con los científicos destacados de su tiempo. Tras la muerte de Rowbotham, sus seguidores crearon la Sociedad Zetética Universal, publicando una revista titulada The Earth Not a Globe Review, y permanecieron activos hasta bien entrado el siglo XX.

### SigloXX
La teoría heliocéntrica llega al siglo XX en todo su esplendor, el Sol es el centro del universo y todo gira alrededor de él incluidos todos los objetos del espacio profundo dentro de los cuales se encontraban unas nebulosas muy especiales llamadas nebulosas espirales. A principios del siglo pervivía la teoría de los universos isla esbozada por Kant en la cual las nebulosas espirales eran universos isla separados de la Vía Láctea a la cual pertenecía el Sol. Esta teoría fue fuertemente apoyada por Herschel pero no se tenían pruebas que la sustentaran.

#### El mecanismo de las estrellas
Ejnar Hertzsprung y Henry Norris Russell llevaron a cabo por separado un valioso trabajo de simplificación. Herztsprung ideó una teoría clasificatoria de estrellas del mismo tipo espectral según su luminosidad, temperatura y masa. La intuición matemática conducirá entonces a un diagrama desarrollado paralelamente por Russell donde se representan los tipos de estrellas según un esquema lógico y según clases de estrellas.
Sin embargo, aunque el diagrama de Hertzsprung-Russell aclaró los tipos y comportamientos de las estrellas, aún quedaba por entender cuál era el mecanismo evolutivo y la dinámica interna de las estrellas.
Arthur Stanley Eddington, desde el inicio de sus estudios, se había interesado por el equilibrio interno de las estrellas y los mecanismos relacionados. Aplicó la ley de los gases perfectos a las estrellas, logrando calcular el brillo de una estrella si pudiera conocer su masa y su radio. Posteriormente trabajó en el mecanismo de las cefeidas descubiertas por Henrietta Swan Leavitt.
Eddington se dio cuenta de que las variaciones de brillo estaban asociadas con variaciones en el radio de la estrella. Sus estudios sobre el equilibrio de las estrellas describieron el modelo estelar como un equilibrio de fuerzas: la variación de las fuerzas gravitacionales y radiantes determinaba una variación de los mecanismos internos de la estrella. Entre otras cosas, Eddington entendió que el "motor" de las estrellas estaba vinculado a alguna forma de reacciones nucleares que actuaban rompiendo los núcleos de los elementos según alguna reacción subatómica. En 1920 consideró al hidrógeno responsable de las reacciones nucleares desencadenadas por las presiones y temperaturas internas de las estrellas; en esas condiciones el proceso de ruptura de los núcleos tiende a autoalimentarse, desencadenando reacciones exotérmicas.

#### La expansión del Universo

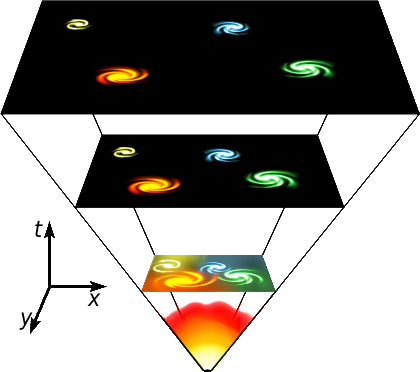
Expansión del universo.

El científico que revolucionó la forma común de entender la materia y el universo fue sin duda Albert Einstein. En 1905 publicó su «Teoría de la relatividad especial», que trastocaría los fundamentos de la física clásica. En él, por ejemplo, se afirmaba que el tiempo no debía considerarse un concepto absoluto, sino relativo, ya que varía en función de la velocidad del observador. En la relatividad especial encontramos también la famosa fórmula E=mc², y la explicación de las emisiones de luz en cuantos de energía llamados posteriormente fotones; De este modo también se pudo explicar el efecto fotoeléctrico, cuya interpretación no era posible en la física clásica.
En 1916 presentó de forma definitiva su «Teoría General de la Relatividad», según la cual la gravedad de un cuerpo es capaz de modificar las propiedades del espacio físico, planteando así la hipótesis de la curvatura del espacio-tiempo. De la teoría se deducía que el universo no era estático sino que se expandía, por lo que Einstein introdujo la llamada constante cosmológica para «detener» la expansión y adecuar su teoría a los conocimientos del momento. La validez de sus afirmaciones teóricas fue confirmada experimentalmente gracias a las mediciones de la rotación de la orientación de la órbita de Mercurio, al fenómeno del corrimiento al rojo de las estrellas y, finalmente, a la curvatura de los rayos de luz en los campos gravitacionales. En 1950 publicó un apéndice a su teoría de la relatividad en el que explicaba el espacio cuatridimensional y la idea de un universo como una entidad finita y en expansión.
Posteriormente, en 1953 publicó un segundo apéndice en el que expuso los principios de una «Teoría del Campo Unificado» mediante la cual se relacionaban la gravitación y el electromagnetismo, lo que devolvía los fenómenos físicos macroscópicos a una única teoría. Esta idea toma ahora el nombre de «Teoría del Todo» en la que se hipotetiza la unión de todas las fuerzas físicas en una sola teoría.
En 1929, Edwin Hubble observó un corrimiento en el espectro de las galaxias hacia el rojo. Este desplazamiento, también llamado redshift o corrimiento al rojo, solo podría explicarse como un efecto del alejamiento de las galaxias unas de otras. Al recoger en un diagrama la velocidad de alejamiento de las galaxias y su distancia, notó que el gráfico tenía una tendencia lineal, lo que significaba que a medida que aumentaba la distancia, aumentaba la velocidad de las galaxias. Pero no solo eso: la observación de objetos lejanos devolvía la visión del Universo tal como era en el pasado. Por ello introdujo una famosa constante (más tarde llamada "constante de Hubble") que vincula esta importante relación.
En 1931 Georges Lemaître (1894-1966), matemático y sacerdote, en un artículo publicado en la revista Nature, fusionando los resultados de las investigaciones de Slipher, Hubble y Einstein desarrollaba la relación del corrimiento al rojo con un universo en expansión y propuso que lo habría hecho a partir de un punto inicial, al que llamó atomo primigenio.
El astrónomo Fred Hoyle (1915-2001) ―contrario a esta teoría― la llamó despectivamente «Big Bang», que es como se conoce en la actualidad a la teoría más aceptada como origen del universo.

#### Nuestra galaxia y las galaxias
El descubrimiento y estudio de las estrellas variables (estrellas que varían en brillo periódicamente), iniciado principalmente por Harlow Shapley (1885-1972) llevó a descubrir un tipo especial de ellas cuya característica era que los cambios de brillo estaban relacionas con su luminosidad intrínseca, como la estrella prototipo se encontró en la constelación de cefeo se les denominó cefeidas. Al conocer su luminosidad de un objeto celeste basta aplicar la ley del cuadrado inverso ―que dice que el brillo disminuye de acuerdo al cuadrado de la distancia― para calcular la distancia a la que se encuentra del observador. Shapley encontró en 1917 que los cúmulos globulares, grupos de millones de estrellas que forman un cúmulo compacto y redondo que giran alrededor de los centros galácticos, están mucho más alejados del Sol que del centro de la galaxia y de esta manera el sistema solar debería estar localizado en la periferia, lejos del centro del universo alrededor del cual giran los cúmulos globulares y los demás astros observados y que por ello el Sol no estaba situado en el centro de la galaxia (como había creído William Herschel).
Shapley también creía que las nebulosas espirales, descubiertas en el siglo anterior por William Parsons, eran parte de nuestra galaxia. Edwin Hubble (1889-1953), el 19 de febrero de 1924, le escribió a Shapley, que defendía la existencia de una única galaxia: «Seguramente le interesará saber que he hallado una variable cefeida en la nebulosa de Andrómeda». De esta manera se reveló que las nebulosas espirales no eran simples cúmulos de gas dentro de la Vía Láctea sino verdaderas galaxias independientes o como Kant describió «universos isla».
Hubble clasificó las galaxias según su apariencia, agrupándolas en tres clases (elípticas, espirales y espirales barradas).
Los descubrimientos de Hubble estimularon el estudio de las nebulosas espirales, el joven Vesto Slipher quien trabajaba en el observatorio Lowell bajo las órdenes del tristemente célebre Percival Lowell, estaba encargado de su estudio, durante sus investigaciones encontró que dichas nebulosas espirales tenían un corrimiento al rojo persistente en sus espectros (un objeto que se aleja del observador alarga las longitudes de onda por él emitidas corriéndose hacia el rojo en el espectro estudiado). Sin embargo Slipher no encontró la explicación a su hallazgo. En un trabajo independiente Hubble al medir las distancias de 25 galaxias encontró una correlación directa entre su distancia y el grado de corrimiento o en otras palabras la velocidad a la que se alejan.
Un rival válido del Hubble en el campo del estudio de las galaxias fue Fritz Zwicky. Utilizando el telescopio del Observatorio del Monte Palomar, descubrió un gran número de galaxias compactas, formadas únicamente por el núcleo. A partir del estudio en profundidad de su distribución advirtió la tendencia de las galaxias a unirse en supercúmulos.
Ya en 1933 Zwicky planteó la hipótesis de la posible existencia de materia oscura: al observar las interacciones gravitacionales de algunas galaxias, observó que la materia visible era insuficiente para mantenerlas unidas, y por tanto estimó la presencia de una cantidad total de materia veinte veces mayor que la visible.
En 1934, tras el descubrimiento de la existencia de neutrones en laboratorios terrestres, Zwicky junto con Baade plantearon la hipótesis de que las explosiones de supernovae podrían haber dejado un núcleo formado por neutrones como residuo, es decir, una "estrella de neutrones".
Durante más de treinta años su existencia se consideró pura especulación teórica. Más tarde, sin embargo, en 1967, Jocelyn Bell y Anthony Hewish detectaron señales de radio pulsantes provenientes de una dirección fija en el espacio. Tras observaciones posteriores, se descubrió que las pulsaciones, que duraban aproximadamente 2 centésimas de segundo, se repetían con intervalos constantes de aproximadamente 1 segundo: las pulsaciones procedían de un púlsar, es decir, de una estrella de neutrones.

#### El descubrimiento de Plutón
El 18 de febrero de 1930, el astrónomo Clyde Tombaugh descubrió Plutón. En su momento se creía que las perturbaciones observadas en la órbita de Neptuno se debían a la existencia de otro planeta; Cuando Tombaugh descubrió Plutón pensó que había resuelto el problema, pero otros estudios posteriores demostraron que Plutón era demasiado pequeño para causar tales perturbaciones.

#### Los agujeros negros

Dibujo de una estrella capturada por un agujero negro

La primera hipótesis del agujero negro fue formulada en 1796 por Laplace, quien planteó la hipótesis de la existencia de estrellas "invisibles", ya que eran tan masivas que hacían imposible que la luz escapara de ellas.
Cuando se introdujo la Relatividad General, la existencia de agujeros negros tenía un considerable apoyo teórico. Karl Schwarzschild de hecho, explotando las bases teóricas de la relatividad, postuló la existencia del "radio de Schwarzschild" o "horizonte de sucesos", una región alrededor de un agujero negro desde la cual la luz no puede escapar. El radio de esa región depende de la masa del cuerpo, y su valor es 2,95 veces la masa del propio cuerpo, expresada en masas solares.
Robert Oppenheimer demostró en 1939 cómo un cuerpo de gran masa, que había consumido su combustible, podría colapsar para formar un agujero negro. Su demostración, sin embargo, quedó confinada a la teoría hasta 1965, cuando se descubrió. a 7000 años luz de distancia de la Terra, un posible agujero negro, Cygnus X-1 era un objeto demasiado grande para ser una estrella de neutrones y demasiado pequeño para ser una estrella ordinaria.

#### El estado de estacionario
Después de la Segunda Guerra Mundial, los científicos Hoyle, Gold y Bondi propusieron de forma independiente un modelo de Universo estable.
Para no contradecir la ley de Hubble (por lo tanto, sobre la evidencia de un universo en expansión), plantearon la hipótesis de un Universo en movimiento, pero estacionario en su evolución, es decir, inmutable en el tiempo y uniforme. Su densidad por tanto, en lugar de disminuir como en el modelo en expansión, permanecería constante gracias a una creación continua de materia a partir de la nada; de esta manera se validaría el principio cosmológico perfecto, que hipotetiza un Universo uniforme en su distribución e igual en el tiempo, admitiendo la igualdad de las leyes físicas en todos los lugares. De hecho, el modelo en expansión arroja dudas sobre esta hipótesis.
Fred Hoyle, ferviente partidario del estado estacionario, fue también el científico que sugirió la idea de que el combustible nuclear de las estrellas era el helio, que habría formado diversos elementos en el núcleo de las estrellas, entre ellos el carbono, oxígeno e incluso elementos pesados como el hierro.

#### La radiación de fondo

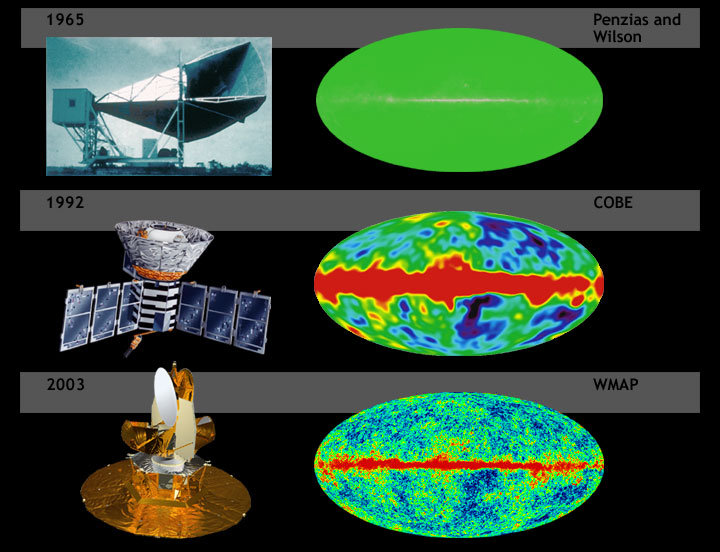
Mapas de radiación de fondo medidos con varios experimentos

En 1948, en la Universidad George Washington, Alpher, Gamow y Herman plantearon la hipótesis de que inmediatamente después del Big Bang, cuando el Universo tenía una duración estimable rn fracciones de segundo, como resultado de la expansión se debía haber producido una radiación cósmica de fondo, con un valor de 5 K. Además, Gamow planteó la hipótesis de que el universo primordial era extremadamente caliente y que la expansión posterior, con el consiguiente descenso de las temperaturas, habría congelado la composición de la materia primordial. De hecho, su cálculo será confirmado posteriormente por observaciones.
En 1965, Arno Penzias y Robert Woodrow Wilson, de los Bell Telephone Laboratories en Nueva Jersey, mientras investigaban una perturbación continua en las comunicaciones intercontinentales, descubrieron la existencia de una radiación constante, sin variaciones estacionales ni direcciones preferenciales. Casualmente, investigadores de la Universidad de Princeton conocieron los resultados de Penzias y Wilson, interpretando el descubrimiento como prueba de la existencia de radiación de fondo. Posteriormente se confirmó que emitió a 3 K: era la confirmación de la existencia de la radiación que impregna el Universo, el llamado «eco del Big Bang». El impactante descubrimiento sustituyó a la teoría del estado estacionario y proporcionó una evidencia clara del origen y la expansión del Universo. Por el descubrimiento, Penzias y Wilson recibieron el Premio Nobel.

#### El desarrollo de la astronáutica

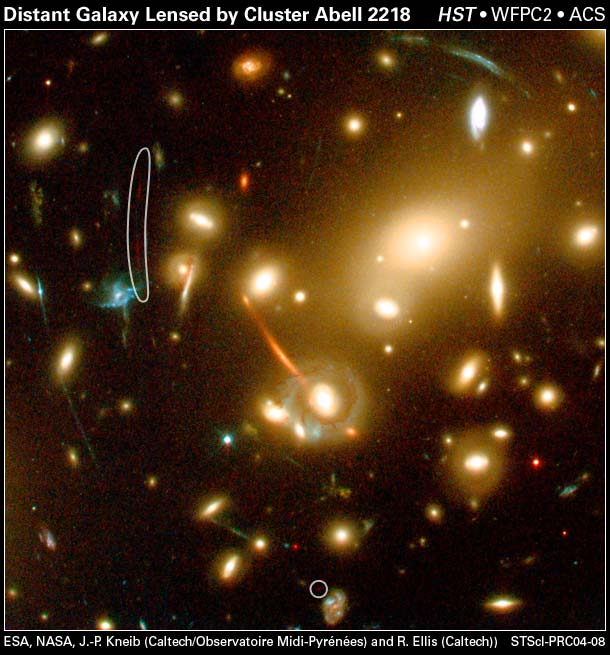
Una lente gravitacional fotografiada por el telescopio Hubble

La astronomía tuvo un mayor desarrollo con el nacimiento de la astronáutica: gracias a ella se pudo comprender el universo de una manera más profunda y precisa. De hecho, con el lanzamiento de los primeros satélites artificiales fue posible descubrir algunos aspectos desconocidos del universo. Gracias al satélite Explorer 1 en 1958 se descubrieron los cinturones de van Allen,
posteriormente con el mayor desarrollo de los programas espaciales el campo de acción de la astronáutica se amplió con el envío de las primeras sondas espaciales a la Luna. Además del paso fundamental del alunizaje en 1969 (precedido por la exploración de las sondas automáticas Surveyor), también se lanzaron otras misiones para explorar el sistema solar: en 1961 la Unión Soviética envía las primeras sondas a Venus y Marte.
En 1965 la sonda estadounidense Mariner 4 fue la primera en sobrevolar Marte transmitiendo imágenes. En 1971 la sonda soviética Venera 7 fue la primera en aterrizar en Venus, mientras que la posterior Venera 9 también envió imágenes de la superficie.
Ese mismo año, el Mars 3 soviético aterrizó en Marte pero no envió imágenes. Hubo que esperar hasta 1976 con el Programa Viking estadounidense para descubrir el aspecto del planeta desde el suelo.
Dos años antes la sonda Mariner 10 alcanzó Mercurio.
Gracias a las misiones interplanetarias del Programa Pioneer en 1973, la Pioneer 10 fue la primera sonda en enviar imágenes de cerca de Júpiter. El Pioneer 11 sobrevoló por primera vez Saturno en 1979.
El inicio del Programa Voyager permitió un conocimiento detallado de los planetas gaseosos del sistema solar, pero sobre todo el primer sobrevuelo de Urano en 1986 y de Neptuno en 1989 por la Voyager 2.
En 1986 gracias al paso cercano del cometa Halley, la sonda Giotto fue la sonda que más se acercó al astro, tomando fotografías espectaculares. En los años noventa la sonda Ulysses realizó las primeras observaciones de los polos del Sol.
Un renovado interés por la Luna y Marte ha permitido el lanzamiento de una serie de programas de exploración de estos últimos cuerpos, con la intención de preparar en el futuro las aterrizaje humano en Marte. 
El conocimiento astronómico se amplió significativamente con la puesta en órbita del Telescopio Espacial Hubble, lo que permitió llevar la mirada más allá de los límites ya alcanzados por los telescopios terrestres. Gracias al telescopio espacial, de hecho, fue posible descubrir que el universo se encuentra actualmente en una fase de expansión acelerada y que parece, en las regiones del espacio profundo, muy uniforme.

#### La teoría inflacionaria
En 1981, el físico Alan Guth (n.1947) planteó la hipótesis de la teoría del universo inflacionario. Tras las investigaciones realizadas por cosmólogos, se ha llegado a comprender que no toda la materia ejerce una atracción gravitacional: de hecho, se piensa que a altas temperaturas y densidades existe alguna materia que "antigravita". Con este supuesto, Guth planteó la hipótesis de la posibilidad de que en las primeras fracciones de segundo de vida del universo, precisamente en el intervalo entre 10−35
y 10−32
segundos después del Big Bang, la influencia de la antimateria favoreciese una expansión fuertemente acelerada. De esta manera se podría explicar la aparente homogeneidad del Universo. Esta teoría aún requiere evidencia observacional que pueda confirmar su sostenibilidad.

Gráfico de la expansión del universo

En 1998 tres equipos independientes de científicos descubrieron, analizando datos del telescopio Hubble relacionados con supernovas de tipo Ia, que el Universo no solo se estaba expandiendo sino que su expansión se acelera. En 2011 este descubrimiento otorgó a los científicos Saul Perlmutter, Brian Schmidt y Adam Reiss el Premio Nobel de Física.
Este descubrimiento, posteriormente corroborado también por las mediciones del Telescopio Spitzer, pone en realidad una enorme problema cosmológico, dado que hasta hace poco la expansión se consideraba el único fruto del empujón final del Big Bang. Hoy se supone que esta expansión acelerada depende de algún papel de la energía oscura que tendería a superar la gravedad natural entre galaxias con un efecto opuesto.

#### Teoría de cuerdas

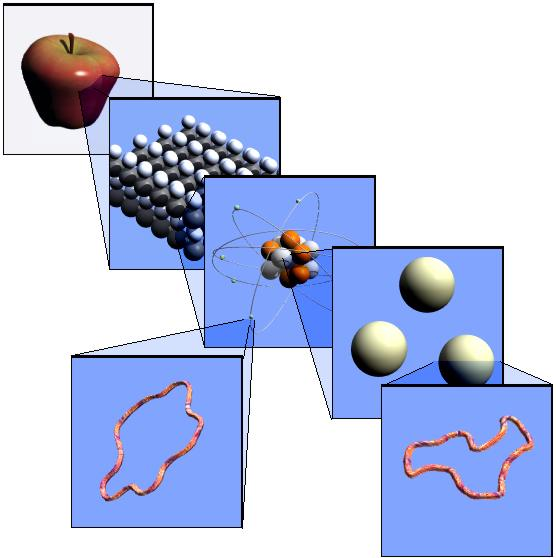
Representación de cuerdas según la teoría

La teoría de cuerdas es una teoría de la física que plantea la hipótesis de que la materia, la energía y, en algunos casos, el espacio y el tiempo son en realidad la manifestación de entidades físicas subyacentes, llamadas cuerdas o D-branas, dependiendo del número de dimensiones en las que se desarrollan. Sus bases se sentaron en 1968 cuando el físico teórico Gabriele Veneziano tratando de comprender la fuerza nuclear fuerte, hizo un descubrimiento sensacional. Encontró que una función de variables complejas creada por el matemático suizo Leonhard Euler, la función beta, se ajustaba perfectamente a los datos sobre la interacción fuerte; al aplicar la función beta a la fuerza fuerte, la fórmula funcionó, pero nadie pudo explicar por qué.
La teoría anula muchos aspectos de la física tradicional, planteando, entre otras cosas, la hipótesis de la existencia de cuerdas gravitacionales que contienen 14 dimensiones. Si, por un lado, esta teoría es capaz de explicar ciertos procesos aún oscuros relacionados con la estructura del universo, por otro, todavía no es capaz de producir ninguna predicción sujeta a verificación experimental; por tanto, no hay confirmaciones obvias de la teoría. Sin embargo, es una teoría muy activa y de rápido desarrollo.

### SigloXXI
En la actualidad se sabe que habitamos un minúsculo planeta de un sistema solar regido por el Sol que avanza en el primer tercio de su vida y que está localizado en la periferia de la Vía Láctea, una galaxia espiral barrada compuesta por miles de millones de soles, que posee como las demás galaxias un agujero negro súper masivo en su centro y que forma parte de un conjunto galáctico llamado Grupo Local, el cual, a su vez, se encuentra dentro de un supercúmulo de galaxias. El universo está constituido por miles de millones de galaxias como la Vía Láctea y se le ha calculado una edad entre 13 500 y 13 900 millones de años, y su expansión se acelera constantemente.
Muchos adelantos científicos y técnicos abren nuevas ventanas al estudio del espacio ―se dispone de poderosos telescopios terrestres y orbitales, algunas sondas interplanetarias están llegando a los confines del sistema solar y algunos robots se encuentran en la superficie de otros mundos― aumentando la capacidad del ser humano de conocer su entorno astronómico.

#### Planetas extrasolares
En 1992 se descubrieron dos exoplanetas alrededor de un pulsar,
y en 1995 Michel Mayor y Didier Queloz confirmaron la existencia del primer planeta extrasolar alrededor de una estrella similar al Sol.
La noticia causó un gran revuelo en el mundo científico. Desde entonces, el perfeccionamiento de las técnicas de observación ha permitido un desarrollo exponencial de descubrimientos con métodos cada vez más precisos, y el desarrollo de misiones espaciales específicas han convertido la búsqueda de exoplanetas en uno de los temas de mayor interés astronómico. Varios planetas han sido descubiertos en el siglo XXI con el método de la velocidad radial, especialmente gigantes gaseosos, mientras que con el lanzamiento de telescopios espaciales antes del COROT y después del telescopio espacial Kepler, se han descubierto miles de planetas
utilizando el método del tránsito, a pesar de que, en el caso del Kepler, solo se observó una pequeña porción del cielo.
El interés se ha desplazado cada vez más hacia la búsqueda de planetas similares a la Tierra ubicados a cierta distancia de su estrella, en la llamada zona habitable, donde podría existir agua líquida en superficie, una condición favorable para albergar formas de vida. Se han descubierto sistemas planetarios bastante diferentes al sistema solar, cuya conformación pone en duda las teorías normalmente aceptadas sobre la formación planetaria.

#### Descubrimientos sobre el sistema solar
En enero de 2005 un grupo de astrónomos liderados por Michael E. Brown descubrieron Eris. Al estar más allá de Plutón, Eris fue originalmente definido como el décimo planeta del sistema solar, pero en 2006, tras una decisión de la Unión Astronómica Internacional, Eris fue clasificado como planeta enano, definición que también se aplicó a Plutón.
En 2015 dos sondas espaciales estadounidenses enviaron imágenes de primer plano de Ceres y Plutón por primera vez.
El 11 de febrero de 2016 se anunció el descubrimiento de la onda gravitacional teorizada por Albert Einstein mediante la detección conjunta de los instrumentos LIGO y el interferómetro VIRGO.

#### Presente y futuro

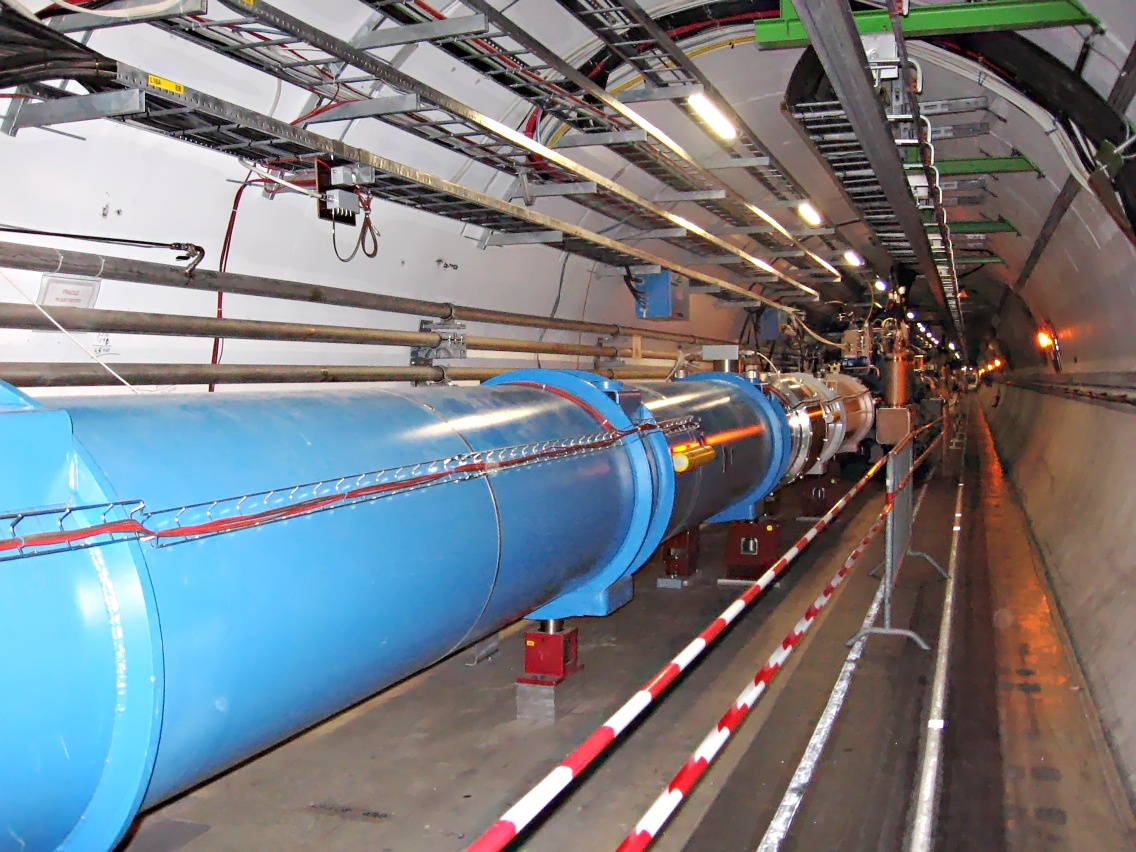
El túnel del Gran Colisionador de Hadrones, el acelerador de partículas con el que se confirmó la existencia del bosón de Higgs, previsto en el Modelo estandar.

En el siglo XXI, los estudios en el campo cosmológico han recibido un impulso considerable gracias a nuevas técnicas de estudio y a nuevos instrumentos. Hay pruebas de la existencia de la materia oscura, supuesta desde hacía algún tiempo,
y se descubrió que la energía oscura, responsable de la aceleración de la expansión del universo, constituye el 70% de toda la energía presente en el universo. La materia no bariónica constituye la gran mayoría de la composición del universo y el estudio de la física de partículas se ha convertido en uno de los puntos de mayor interés para comprender la Edad del universo, su geometría y su destino final.
La entrada en funcionamiento en 2008 del acelerador LHC del CERN permitió el descubrimiento del bosón de Higgs, una partícula elemental solo previamente teorizada y fundamental en la teoría en el modelo estándar. 
La sonda WMAP ha medido la radiación cósmica de fondo con gran precisión, estimando la edad del Universo en 13,7 millones de años y confirmando que el Universo está compuesto solo en un 4% por materia bariónica.
El sustituto del Telescopio Espacial Hubble, el Telescopio Espacial James Webb, gracias a las nuevas tecnologías y a su mayor diámetro permitirá a partir del 2022 acercar las regiones del espacio profundo, tratando de determinar las condiciones iniciales de formación del universo.